# Thraces
Pour les articles homonymes, voir Thrace (homonymie).
Les Thraces sont un peuple formé d'un ensemble de nations de langues paléo-balkaniques, de la famille des langues indo-européennes, vivant durant l'Antiquité dans les Balkans, principalement dans les actuelles, Roumanie, Bulgarie, Grèce du Nord et Turquie européenne. Leur culture s'est épanouie entre le milieu du IIe millénaire av. J.-C. et le Ier siècle av. J.-C. Les connaissances dont nous disposons à leur sujet proviennent des auteurs grecs et romains ainsi que de découvertes archéologiques récentes, notamment des tombeaux et des trésors.
Les Thraces sont réputés dans l'Antiquité pour être un peuple de féroces guerriers et beaucoup d'entre eux s'engagent comme mercenaires dans les armées grecques puis comme auxiliaires dans les légions romaines. Le Thrace le plus connu de l'histoire est le gladiateur Spartacus qui conduit une révolte des esclaves au Ier siècle av. J.-C. Les auteurs grecs et romains les considèrent comme des barbares aux mœurs primitives du fait de leur mode de vie rustique, de leurs villages sans murailles et de leur culture orale. Les Thraces possèdent néanmoins des traits culturels sophistiqués : ils disposent de nécropoles richement ornementées, ils croient en l'immortalité sous la forme de l'orphisme qui se diffuse ensuite parmi les Grecs, tandis que la musique et la poésie occupent une place importante dans leur culture. En termes politiques, les Thraces souffrent de leur manque d'unité et de leur division en nombreux États. Il faut attendre le royaume des Odryses au Ve siècle av. J.-C. pour voir un État thrace se constituer. Au cours de leur histoire les Thraces ont été placés sous différentes tutelles (Perses achéménides, royaume de Macédoine, Séleucides…) Au milieu du Ier siècle, la Thrace devient une province romaine.

## Histoire

### Origines

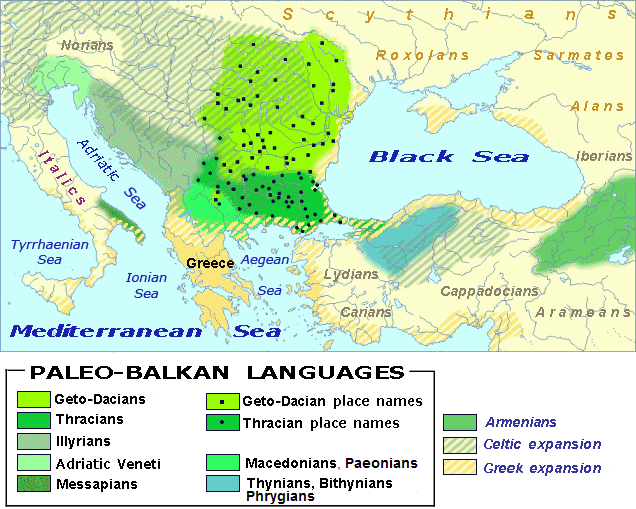
Répartition des langues paléo-balkaniques entre le

L'origine exacte des Thraces est inconnue, sachant que les Thraces ne disposent pas d'une langue écrite. Les proto-Thraces descendraient d'un mélange entre un peuple indo-européen venu de la steppe pontique vers 1500 av. J.-C. et un peuple autochtone issus d'agriculteurs originaires d'Anatolie établis depuis le VIIe millénaire av. J.-C. appartenant à la culture de Cernavodă. Selon une théorie, les Thraces auraient chassé des Balkans les Pélasges et les Achéens. Au cours de l'âge du fer, vers 1000, les Thraces commencent à se développer à partir des proto-Thraces, alors qu'à la même époque des tribus thraces se sont également installées en Anatolie, en Bithynie et en Phrygie. Les Gètes (ou Daces) du nord du Danube descendraient eux aussi des proto-thraces tout en connaissant l'influence des Scythes et des Celtes voisins.
L'étymologie de leur ethnonyme (Θρᾷκες / Thrakes en grec ancien), qui est un exonyme grec, n'est pas clairement établie. Dans la mythologie grecque, Thrax est l'un des fils d'Arès, le dieu de la guerre. Arès s'est réfugié en Thrace pour faire oublier sa relation avec Aphrodite et la région a été sa résidence préférée car les Thraces aiment la guerre. Euripide mentionne qu'un des noms d'Arès est Thrax puisqu'il est considéré comme le patron de la Thrace, sachant que son bouclier est conservé dans son temple à Bistonia en Thrace. Flavius Josèphe écrit quant à lui que le terme « Thraces » provient de leur ancêtre mythologique, un dénommé Tiras.

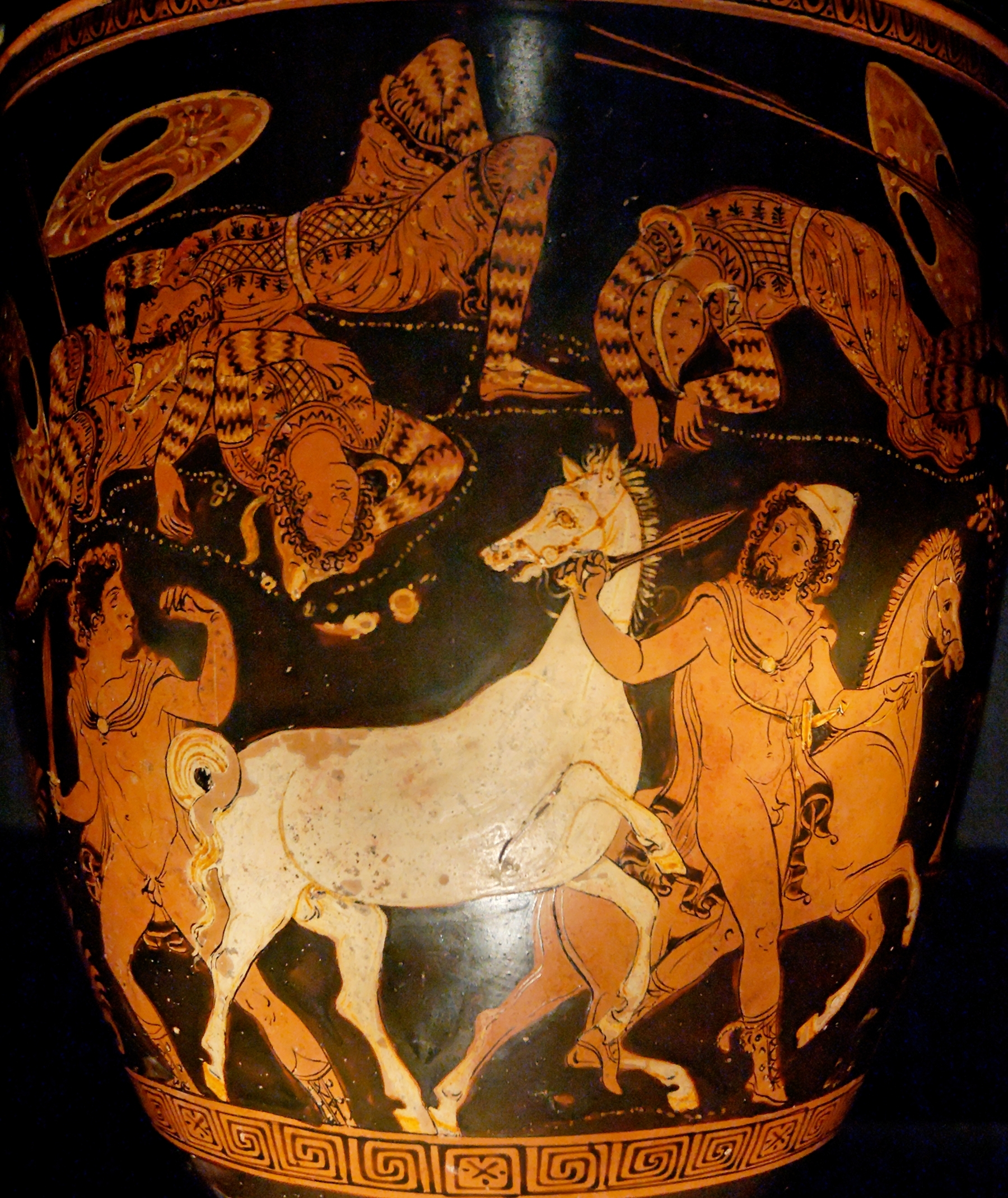
Ulysse et Diomède dérobant les chevaux de Rhésos, céramique grecque par le Peintre de Lycurgue, vers 360 av. J.-C.

La première mention écrite des Thraces se trouve dans l'Iliade pour désigner les habitants de la Chersonèse de Thrace, l'actuelle péninsule de Gallipoli. Ils sont décrits par Homère comme des alliés des Troyens. Un jeune roi thrace, Rhésos, vient au secours de Priam durant la dernière année du siège, amenant avec lui de superbes chevaux. Mais Rhésos est tué la nuit même de son arrivée par Diomède qui le surprend dans son sommeil, tandis qu'Ulysse dérobe ses chevaux. Cet épisode servit de sujet à une tragédie grecque attribuée à Euripide : le héros meurt, mais dans les derniers vers il est dit qu'il sera ressuscité et rendu immortel après sa transformation en divinité souterraine. Ce thème de l'immortalité se retrouve dans les cultes à mystère thraces, comme l'orphisme. Le terme de Thraces est définitivement adopté par les Grecs à partir du VIe siècle av. J.-C. pour désigner leurs voisins du nord occupant un territoire compris entre les Carpates et la mer Égée, ainsi qu'une partie du nord-ouest de l'Anatolie
La langue thrace est une langue paléo-balkanique de la branche daco-thrace appartenant à la famille des langues indo-européennes. Elle ne dispose pas d'un alphabet et montre des similitudes avec les langues balto-slaves et les indo-iraniennes, tout différant notablement du grec et du latin. Elle est déclinée en plusieurs dialectes sachant que la topographie de la région et les divisons entre tribus ont empêché la formation d'une unité linguistique. Seules quatre longues inscriptions en langue thrace, écrites dans l'alphabet grec, ont été retrouvées. Elles n'ont pas été déchiffrées à ce jour, ou alors leur traduction ne fait pas consensus. D'autres inscriptions, constituées de mots isolés ou de noms propres, ont été retrouvées sur divers objets.
Concernant leur aspect physique, les sources grecques affirment souvent que les Thraces ont les yeux bleus et les cheveux roux, même chose pour les œuvres d'art grecques qui représentent souvent les Thraces, femmes comprises, comme étant roux. Mais ces descriptions s'avèrent fantaisistes. D'ailleurs les Grecs affirment que les Scythes et les Slaves ont eux aussi les cheveux roux. Les Thraces ont plus probablement les cheveux noirs et des traits du visage semblables aux Grecs de l'Antiquité ainsi que le montre les fresques retrouvées dans des tombeaux.

### Organisation politique

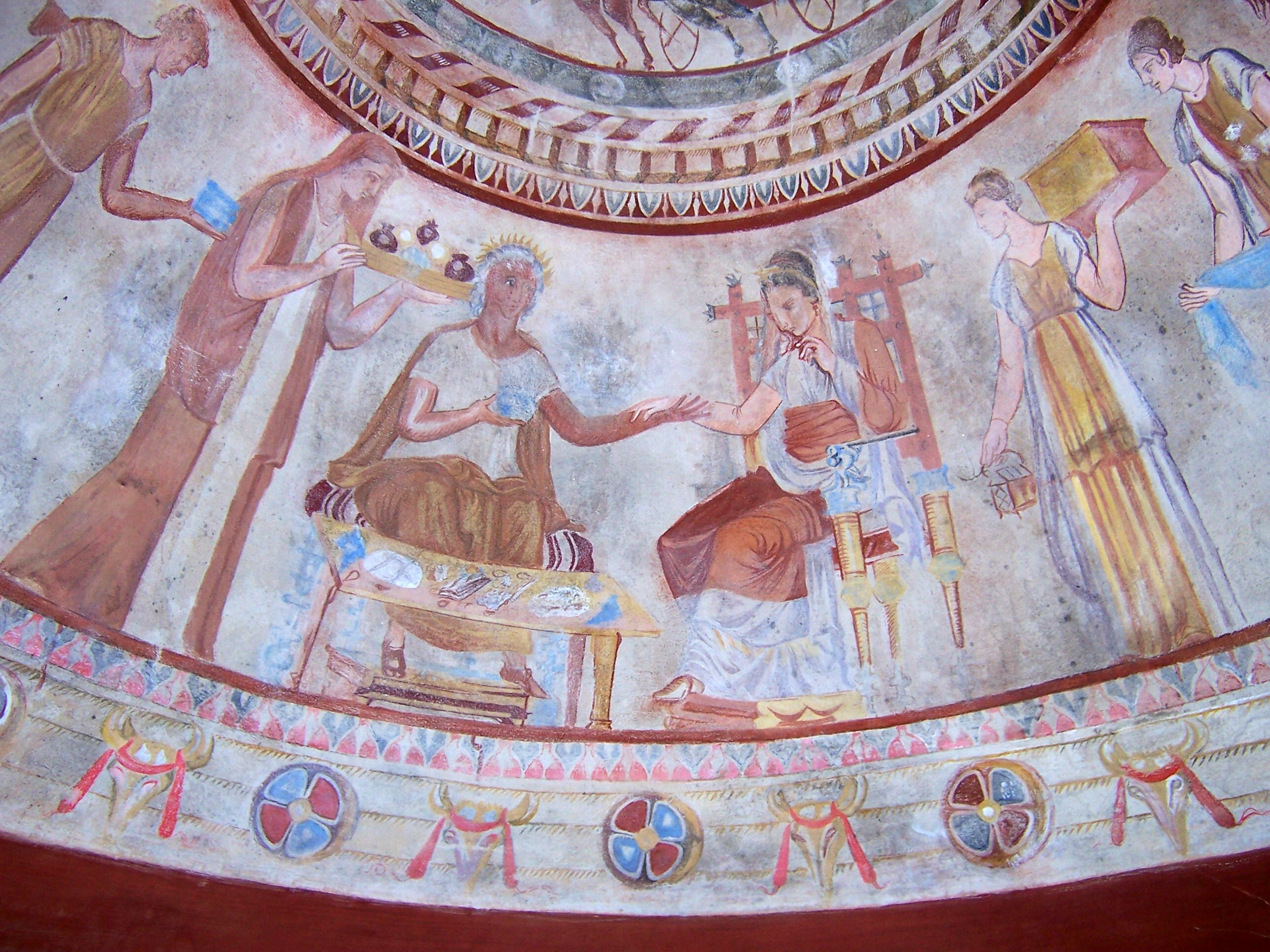
Un roi et une reine thraces, tombe de Kazanlak, (reconstitution).

Hérodote écrit que « la nation des Thraces est, après celle des Indiens, la plus importante du monde. S'ils avaient un seul roi et s'ils pouvaient s'entendre entre eux, ils seraient invincibles ». Les Thraces sont en effet divisés en près de 200 royaumes, elles-mêmes parfois réunies en confédérations. Les principaux royaumes sont les Odryses, les Bistones, les Odomantes et les Besses. Le cas des Gètes (ou Daces), n'est pas clairement établi. Beaucoup d'historiens les voient comme des Thraces d'au-delà du Danube ayant connu une forte influence de la part des scythes. Les régions montagneuses bordant le sud de la Thrace sont aussi habitées par des illyrienns dont certaines se sont mélangent à des Thraces, d'où le fait que soit mentionné comme des thraco-illyriennes. Parmi celles-ci on retrouve les Péoniens, dont la plus fameuse nation est celle des Agrianes qui a fourni à l'armée macédonienne des tirailleurs d'élite, ou les Bottiens, un peuple indigène de Macédoine, voire les Triballes, une confédération de différentes tribus mal définie qui a été vaincue par Alexandre le Grand. Il existe enfin des tribus mélangeant Thraces et Celtes comme les Scordisques. Les tribus montagnardes sont réputées pour compter de féroces guerriers, tandis que les tribus thraces des plaines sont considérées comme étant plus pacifiques et plus sujettes à une forme d'hellénisation. Les Thraces ne parviennent à former une organisation politique durable qu'après la fondation du royaume des Odryses au Ve siècle av. J.-C.

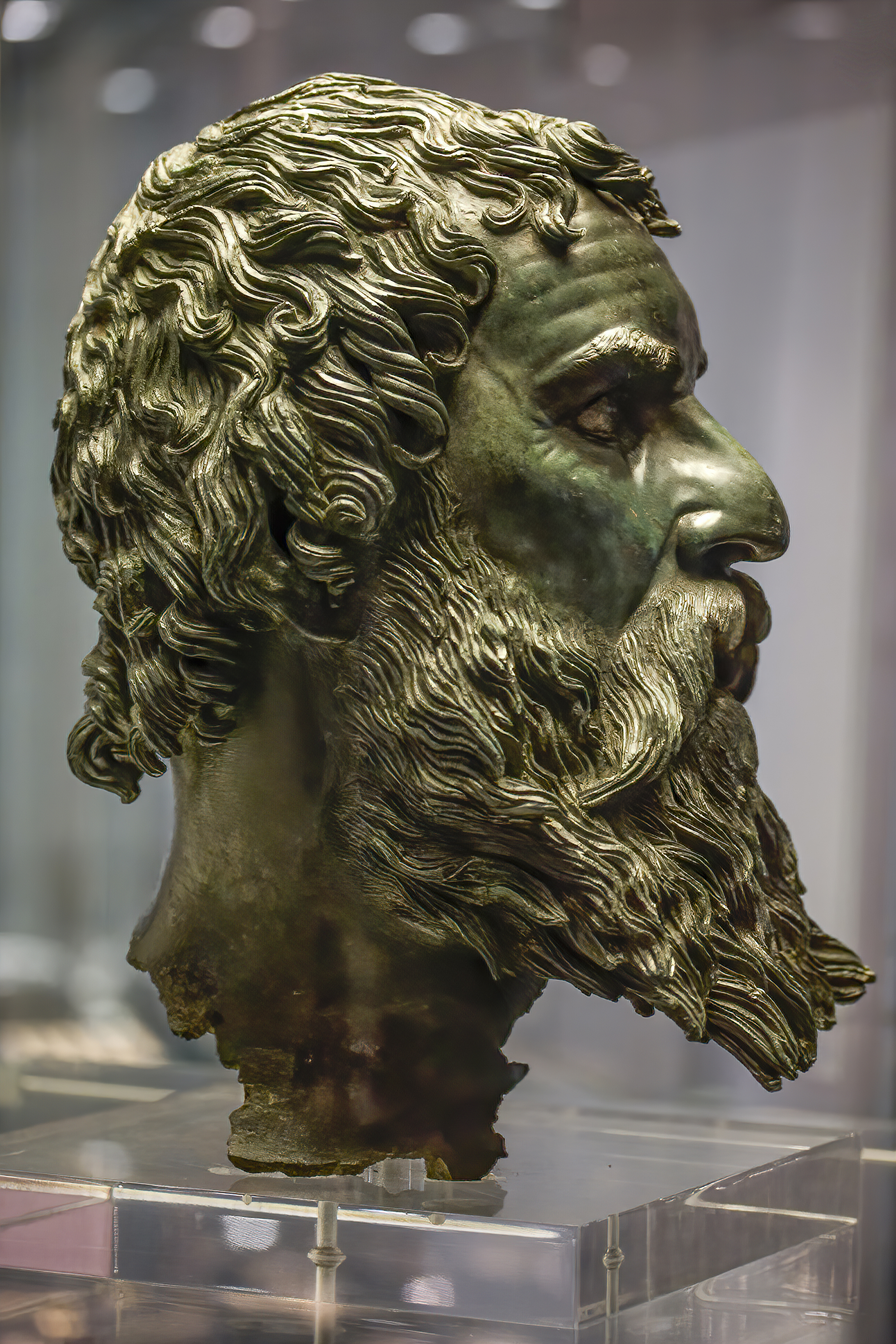
Tête en bronze de Seuthès III trouvée dans son tombeau de Kazanlak.

Les Thraces possèdent quelques similitudes avec les Celtes en termes d'organisation sociale et politique, tout en connaissant l'influence des scythes nomades au nord et des Grecs sédentaires au sud. La plupart des Thraces vivent dans de petits villages construits sur des sommets. Ils présentent à l'origine une société très hiérarchisée, où l'on retrouve la trilogie indo-européenne avec les trois castes de producteurs (comates), de guerriers (tarabostes) et de prêtres (polistes). Au début de la culture thrace, au milieu du IIe millénaire av. J.-C., les tribus sont dirigées par un souverain issu de la caste des guerriers. Les trésors des rois et des guerriers montrent leur pouvoir politique et économique . À partir du début du Ier millénaire av. J.-C., les petits royaumes tribaux sont dirigés par des familles dynastiques. Des rois-prêtres s'appuient sur une aristocratie de cavaliers et dominent des paysans guerriers libres. Les rois possèdent des capitales temporaires installées autour de résidences fortifiées. Les mines et le travail des métaux sont des monopoles royaux. En l'absence de traces écrites, les trésors des rois et des tarabostes permettent une approche de la culture thrace. Le service cultuel de Valchitran (en), les trésors de Panajot Hitovo et de Kazichene donnent la preuve du pouvoir politique et économique des premiers souverains thraces anonymes, ainsi que de l'originalité, de la technologie et de la maîtrise artistique de leurs orfèvres.
En 325, Seuthès III, le roi des Odryses, fonde une cité sur le modèle grec : Seuthopolis. Cette nouvelle capitale est construite sur l'emplacement d'une précédente implantation et garde des dimensions modestes. Il s'agit de la seule ville thrace aux dimensions significatives qui n'ait pas été construite par les Grecs.

### Domination perse

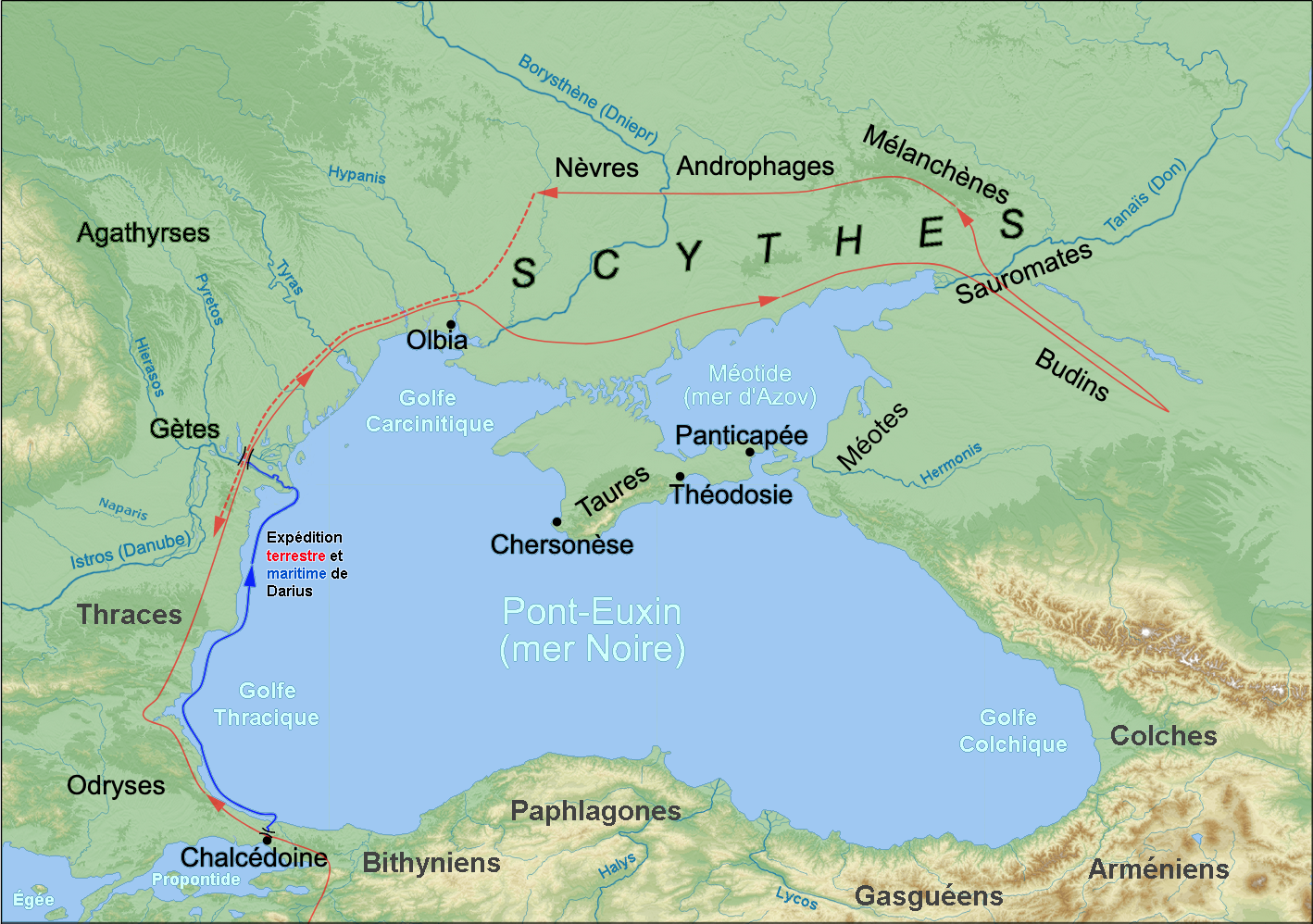
Itinéraire de Darius lors de la campagne contre les Thraces et les Scythes.

En 513 av. J.-C., les Perses font la conquête de la Thrace après que Darius a rassemblé une grande armée qui fait marche depuis l'Anatolie. Darius cherche à créer une nouvelle satrapie dans les Balkans et envoie au cours de sa marche des émissaires aux nombreuses tribus thraces. Ces dernières se soumettent aux Achéménides, sauf les Gètes vivant au sud du Danube. La résistance des Gètes est vaincue et ils sont contraints de fournir des soldats à l'armée perse. Une fois atteint le Danube, Darius traverse le fleuve et fait campagne contre les Scythes, après quoi il retourne en Anatolie par la Thrace et laisse une grande armée en Europe sous le commandement de Mégabaze. Suivant les ordres de créer une nouvelle satrapie, Mégabaze contraint les colonies grecques de Thrace de se soumettre à l'empire achéménide, à commencer par Périnthe. Après quoi il mène des campagnes à travers la Thrace pour imposer la domination achéménide sur toutes les tribus de la région. Avec l'aide de guides thraces, il peut conquérir la Péonie, cédant des terres appartenant aux Péoniens aux Thraces fidèles aux Perses. Ensuite Mégabaze fait la conquête de la région située entre le Strymon et Axios et à la fin de cette campagne, le roi de Macédoine, Amyntas Ier, accepte de devenir vassal de l'empire achéménide. Darius accorde au tyran de Milet, Histiée, le district de Myrcinos sur la rive est du Strymon jusqu'à ce que Mégabaze le persuade de rappeler Histiée ; après quoi la tribu thrace des Édones reprend le contrôle de Myrcinos. La nouvelle satrapie prend le nom de Skudra qui est dérivé de l'auto-désignation des Scythes habitant la régions nord de la satrapie. Mégabaze est remplacé par un satrape dont le nom est inconnu et Darius désigne Otanès pour superviser la division administrative de l'Hellespont. Otanès prend par la suite Byzance, Chalcédoine, Antandros, Lamponia , Imbros et Lemnos.
Les territoires inclus dans la satrapie de Skudra comprennent la côte égéenne de la Thrace et la côte pontique jusqu'au Danube. À l'intérieur des terres, la frontière occidentale de la satrapie est constituée de l'Axios et des chaînes de montagnes Belassitsa-Pirin-Rila. L'importance de cette satrapie réside dans le fait qu'elle comporte le fleuve Hébros qui relie la colonie Doriskos à la côte égéenne, ainsi qu'aux cités portuaires d'Apollonia, Mesembria et Odessos sur les rives de la mer Noire. Des sources perses décrivent la satrapie comme étant peuplée de trois groupes : les Saka Paradraya (« Saka au-delà de la mer », ce terme désignant les peuples scythes au nord de la mer Caspienne et de la mer Noire) ; les Skudra (très probablement les tribus thraces) et les Yauna Takabara. Ce dernier terme, qui se traduit par « Ioniens avec des chapeaux en forme de bouclier », ferait référence aux Macédoniens. Ces trois ethnies sont enrôlées dans l'armée achéménide, comme le montrent les reliefs des tombes impériales de Naqsh-e Rostam et ont participé à la deuxième deuxième guerre médique du côté des Perses.

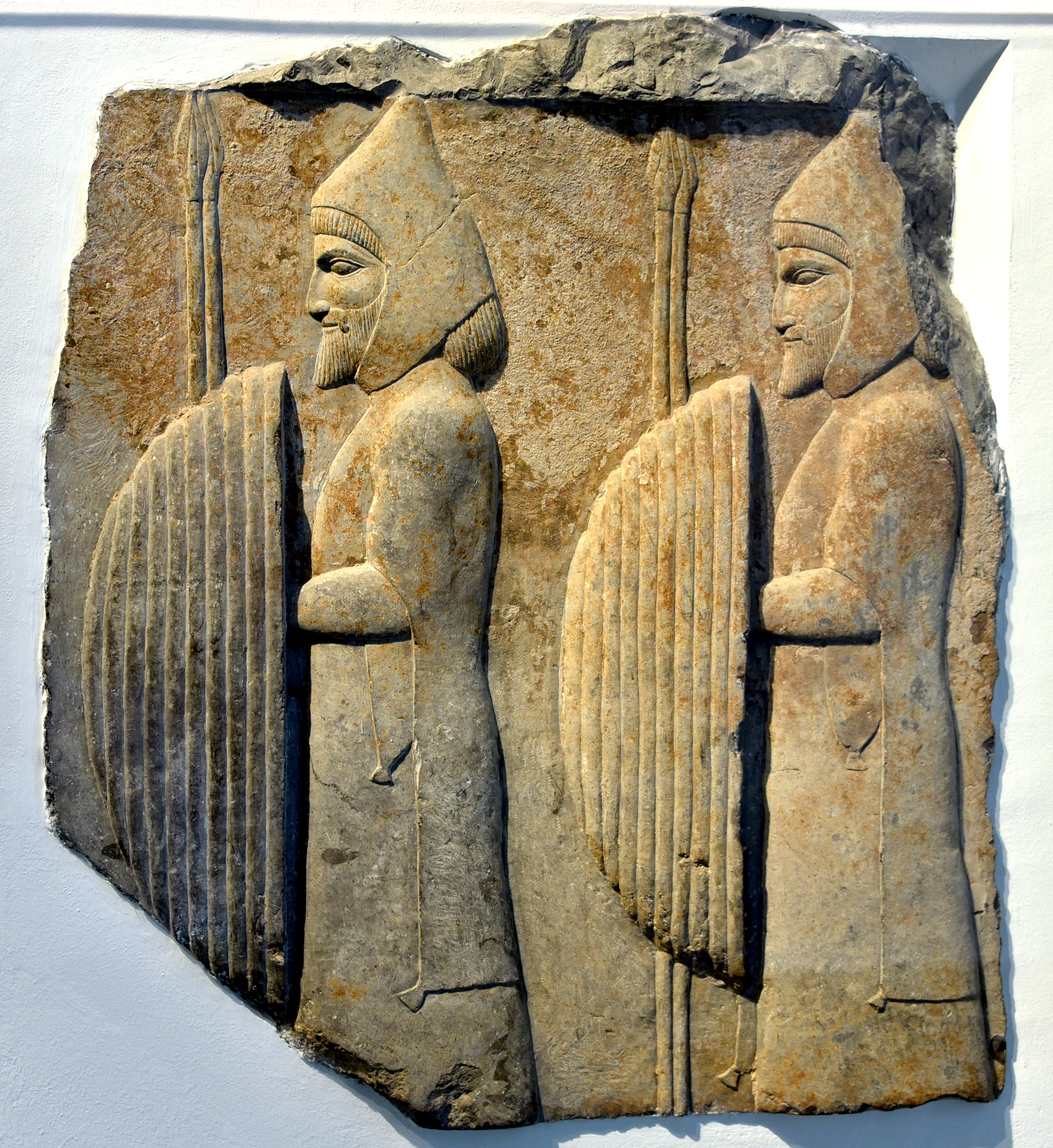
Guerriers thraces sur des bas-reliefs du palais de Persépolis,

La révolte de l'Ionie qui commence en 499 av. J.-C. affaiblit la position des Perses en Thrace. Pour autant les Thraces n'ont pas aidé les rebelles grecs car ils considèrent la domination achéménide comme leur étant plus profitable. D'abord les Perses ont traité favorablement les Thraces en leur donnant des terres ; ensuite les Thraces considèrent l'occupation perse comme le meilleur contre l'expansion grecque et les attaques scythes. Une fois la révolte ionienne réprimée, le général achéménide Mardonios traverse l'Hellespont avec une flotte et une armée importantes. Il soumet à nouveau la Thrace sans aucun effort et fait de la Macédoine une partie intégrante de la satrapie de Skudra. Mardonios est cependant attaqué de nuit par les Bryges dans la région du lac de Dojran et de l'actuelle Valandovo, mais il parvient également à les vaincre. La liste d'Hérodote des tribus qui ont fourni des troupes à l'armée achéménide comprend des Thraces de la côte et de la plaine centrale de Thrace, attestant que la Mardonios a reconquit toutes les régions thraces qui ont été sous la domination achéménide avant la révolte ionienne.
Après que les Grecs ont vaincu les Perses en 479 av. J.-C., ils ont commencé à attaquer la satrapie de Skudra. Les forces perses et les Thraces tentent d'y résister. Les Thraces continuent d'envoyer de l'approvisionnement au gouverneur d'Eion lorsque les Grecs l'ont assiégé. Quand la ville tombe aux mains des Grecs en 475, Cimon cède ses terres à Athènes pour les coloniser. Même si Athènes contrôle désormais la mer Égée et l'Hellespont, les Perses sont toujours en mesure de contrôler la côte sud de la Thrace depuis une base située en Thrace centrale avec le soutien des Thraces. Grâce à la coopération des Thraces, les Perses peuvent exercer leur domination en la Thrace centrale jusque vers 465, sachant le gouverneur Mascamès est parvenu à résister à de nombreuses attaques grecques contre Doriskos. À cette époque, Térès, roi des Odryses, commence à organiser son royaume en un État puissant. Avec la fin du pouvoir achéménide dans les Balkans, le royaume des Odryses, la Macédoine et Athènes comblent le vide de pouvoir qui a suivi et forment leurs propres sphères d'influence dans la région.

### Relations avec les Grecs

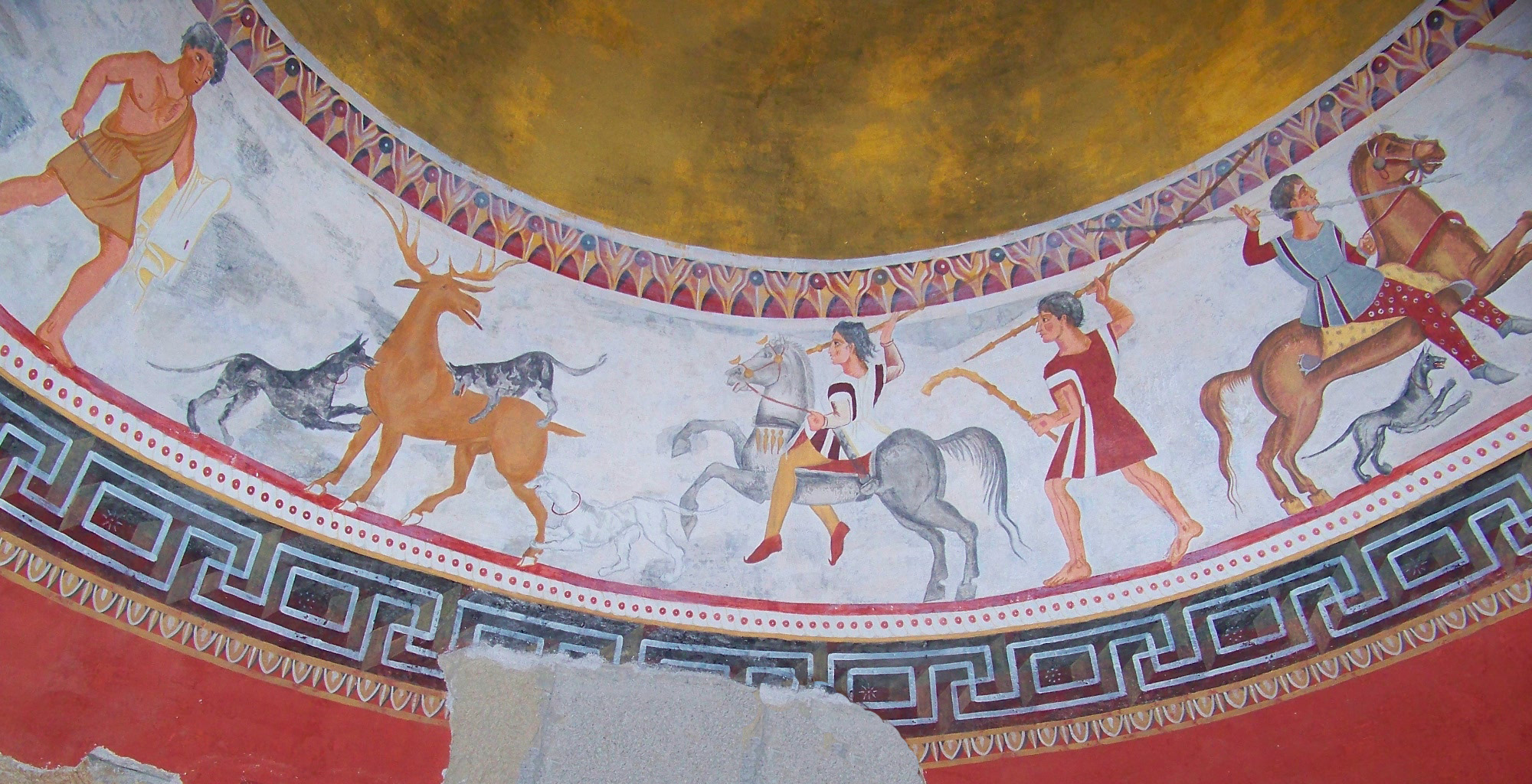
Scène de chasse, tombe d'Aleksandrovo, (reconstitution).

Les Thraces sont considérés par les auteurs grecs (puis romains) comme un peuple aux mœurs violentes. Hérodote affirme qu'ils vendent leurs propres enfants et laissent leurs filles faire commerce de leur corps avec les hommes qu'ils ont choisi. Platon les compare aux Scythes pour leurs mœurs extravagantes. Polybe écrit que le roi Cotys montre un caractère aimable aux contraires de ses compatriotes. Strabon décrit comment les Thraces rompent des traités de trêve par la ruse. Enfin, Diodore évoque un roi thrace, Diegylis, qui a pratiqué au milieu du IIe siècle av. J.-C. les pires tortures sur des femmes et des enfants de la cité de Lysimacheia prise aux dépens des Attalides. Enfin dans le cadre de leurs rites religieux, les Thraces pratiquent parfois des sacrifices humains, comme l'atteste des découvertes archéologiques, ce qui ne manque pas de heurter les auteurs Grecs. Ces récits peuvent refléter des préjugés culturels ; néanmoins ils constituent une source précieuse pour comprendre les relations entre Grecs et Thraces.
Les relations commerciales jouent un rôle crucial dans l'interaction entre les Grecs et les Thraces et favorisent une forme de coexistence pacifique. Très tôt, les Grecs sont attirés par les richesses de la Thrace et établissent des routes commerciales le long de la mer Noire, facilitant les contacts avec les communautés thraces. Ils échangent des biens tels que le vin, l'huile d'olive et la céramique contre des ressources telles que l'or, l'argent et les esclaves. Au VIIe siècle av. J.-C., ils fondent des colonies côtières sur la mer Noire. À partir du VIe siècle av. J.-C., l'aristocratie thrace des tribus besse et odryse établissent des échanges durables avec les Grecs et utilisent même l'alphabet grec pour leurs écrits en langue thrace. Ces inscriptions restent néanmoins non déchiffrées à ce jour. À cette époque, les mercenaires thraces commencent à être recrutés en masse par les États Grecs. Après le retrait des Perses à la suite de la deuxième guerre médique, la Thrace est divisée en trois régions. La Thrace du Sud est placée sous la domination économique d'Athènes. Les Athéniens fondent sur les rives égéennes de la Thrace la cité d'Amphipolis, qui est intégrée au royaume de Macédoine par Philippe II en 356. Malgré des relations commerciales intenses, les Grecs sont parfois perçus comme des intrus, tandis que les Thraces cherchent à résister à l'influence grecque, défendant avec ardeur leur territoire et leur mode de vie.

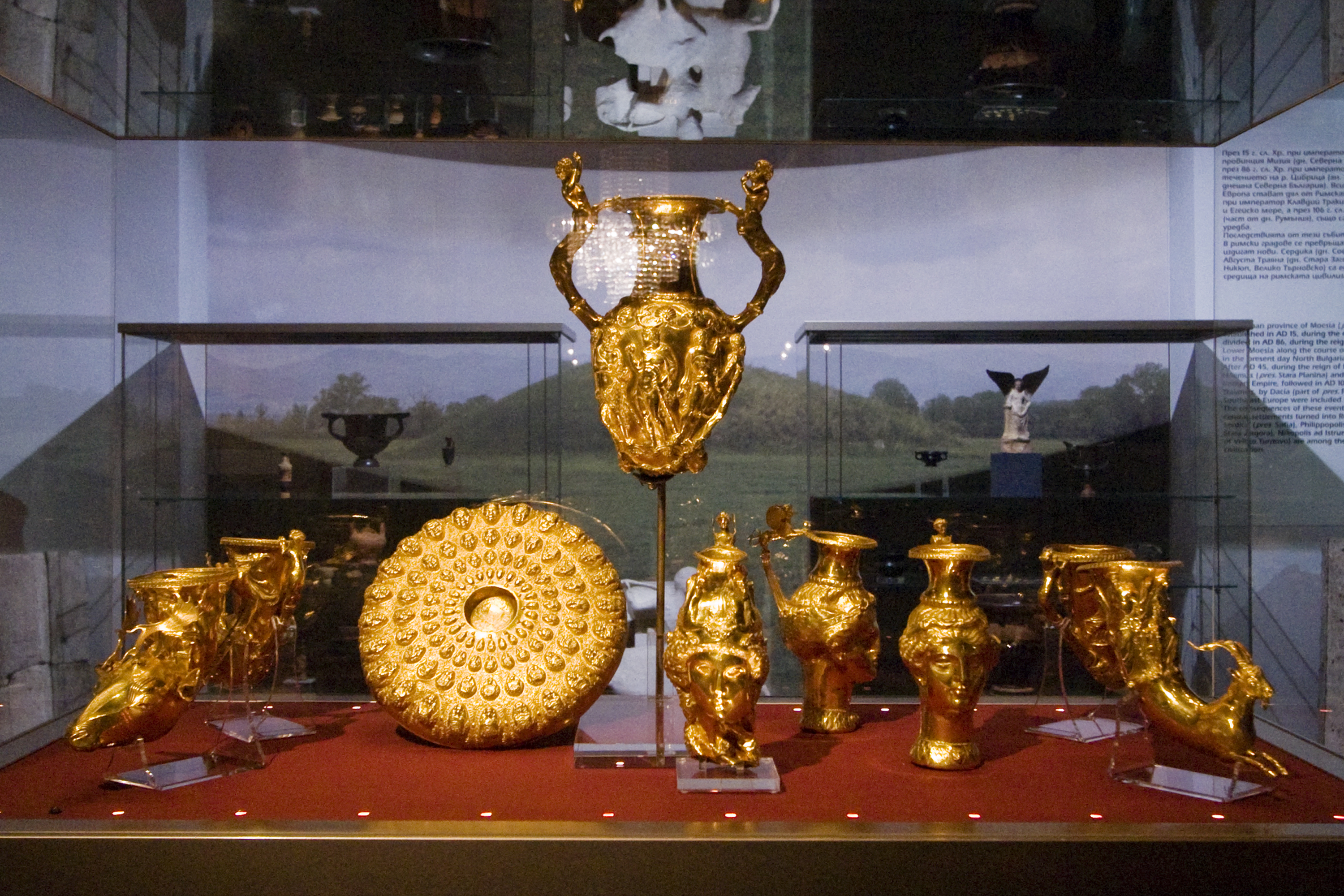
Trésor de Panagyurishté (Bulgarie).

Sur le plan culturel, les Thraces connaissent une influence significative de la part des Grecs. Les échanges culturels ont été facilités par des mariages mixtes, des festivals religieux communs et des échanges commerciaux. Certains éléments de la culture grecque sont repris à leur compte par les Thraces, tandis que les Grecs ont adopté de leur côté des éléments de la culture thrace. Les tribus thraces réagissent de manière différente à l'influence grecque. Les Odryses possèdent une culture en partie influencée par les Grecs comme le montrent les riches ornementations de leurs tombeaux. Les élites odryses sont parfois hellénophones comme en témoigne le fait que leur roi Seuthès, évoqué dans l'Anabase de Xénopohon, comprenne de mieux en mieux le grec. Le trésor de Panagyurishté (en) découvert en Bulgarie en 1949 témoigne de la maîtrise technique des artisans thraces mais aussi de la pénétration en Thrace de la culture grecque. Ce trésor se compose de neuf récipients en or richement décorés de scènes de mythes ou liés aux coutumes thraces. Daté du IVe siècle av. J.-C. ; il aurait été utilisé comme décor pour des cérémonies royales. La grande amphore possède des anses en forme de centaures et est ornée d'une scène montrant Héraclès combattant un serpent. Trois des sept rhytons (un vase à boire en forme de corne) sont décorés d'Amazones et portent des scènes de la mythologie grecque.

### Royaume des Odryses

Le royaume des Odryses à la veille de la guerre du Péloponnèse.

Au début du Ve siècle av. J.-C., la dynastie téréïde de la tribu des Odryses cherche à unifier la Thrace à son profit. À partir de la Thrace centrale, elle parvint à réunir une vingtaine de tribus pour constituer un royaume prospère sur les bords de la mer Noire qui perdure jusqu'au début de l'Empire romain. Sitalcès, le roi des Odryses, est l'allié des Athéniens durant la guerre du Péloponnèse et leur fournit de nombreux mercenaires. En 429 av. J.-C., il organise une vaste offensive contre les Macédoniens, mais confronté à un hiver rude et manquant de ravitaillement, il doit renoncer. Son successeur, Seuthès Ier conquiert presque toute la Thrace, marquant l'apogée du royaume odryse. Après sa mort, la Thrace est divisée en trois royaumes qui finissent par être réunis par Cotys Ier, allié un temps aux Athéniens avant qu'ils ne cherchent à le renverser.
Le royaume des Odryses est ensuite vassalisé par Philippe II et annexé à la Macédoine en 342, ce qui représente une menace directe pour les intérêts commerciaux des Athéniens. Après la mort de Philippe, les tribus de Thrace se révoltent contre son fils Alexandre. Celui-ci mène une campagne éclair et défait les Triballes et les Gètes. Toutes les tribus Thraces se soumettent alors. Motivés par l'appât du gain, de nombreux Thraces s'engagent dans l'armée macédonienne pour participer à l'expédition en Asie. À la mort d'Alexandre, la Thrace passe sous le contrôle de Lysimaque. Celui-ci fonde en 309 la cité de Lysimacheia en Chersonèse de Thrace et épouse une princesse odryse. Seuthès III, le roi des Odryses, s'est déjà révolté contre les Macédoniens à la fin du règne d'Alexandre après que le gouverneur macédonien trouve la mort contre les Gètes. Il est battu par Antipater, le régent de Macédoine, et se révolte à nouveau après la mort d'Alexandre. Seuthès III est contraint de reconnaître l'autorité de Lysimaque et en 320 il déplace le royaume des Odryses au centre du territoire thrace, retrouvant une forme d'indépendance. Il en profite pour faire construire une nouvelle capitale, Seuthopolis, sur le modèle grec. En 313, il soutient Antigone le Borgne contre Lysimaque, mais il est une nouvelle fois battu. Lysimaque trouve finalement la mort en 281 face à Séleucos. Un éphémère royaume celte est formé en Thrace sur les côtes de la mer Noire dans le contexte de la Grande expédition des Celtes, avec Tylis pour capitale de 279 à 213. Au cours des IIIe et IIe siècles av. J.-C., la Thrace connait diverses puissances tutélaires : les Lagides, les Séleucides et les Antigonides. À cette époque les Thraces sont dirigés par des petites dynasties locales. La Thrace revient dans le giron macédonien sous le règne de Philippe V qui est vaincu par les Romains en 197.

### Relations avec les Romains
Au milieu du IIe siècle av. J.-C., le royaume des Odryses devient un État client de la République romaine, tandis que les autres tribus thraces sont soumises par les Romains. À cette époque, les Odryses prennent Lysimacheia alors sous tutelle des Attalides de Pergame et commettent de terribles exactions contre la population sous la direction du roi Diegylis. Finalement Attale II parvient à rétablir sa domination sur la Thrace.
Les Romains entrent en conflit avec les Daces en 76 et entreprennent une campagne en Mésie, une région de Thrace qui borde la rive sud du Danube. Les habitants de la Mésie sont progressivement romanisés tandis que le royaume des Odryses reste fidèle à Rome, sûrement en raison de la menace des Daces. Dans les régions méridionales de Thrace, l'influence grecque est encore présente et la culture thrace se maintient encore un temps. Certains Thraces s'opposent à la domination romaine et de nombre d'entre eux sont pris comme esclaves. Leur caractère rebelle et combattif les destine à la carrière de Gladiateurs. Le gladiateur dit « thrace » porte un casque, un petit bouclier rectangulaire, deux jambières et une dague courbe, la sica. Le plus fameux de ces gladiateurs est Spartacus qui mène la révolte des esclaves entre 73 et 71 av. J.-C. Spartacus est la forme latinisée d'un nom thrace connu sous plusieurs formes : Spartokos ou Spardokos. Il est probablement un membre de l'aristocratie odryse capturé par les Romains.
Durant les guerres mithridatiques de 88 à 63, les Thraces fournissent des troupes à Mithridate VI. Par la suite, les Romains interviennent plusieurs fois dans le royaume des Odryses, notamment sous Octave Auguste et Tibère. La Mésie est définitivement conquise par le petit-fils de Crassus en 29 av. J.-C. et transformée en province romaine en 6 av. J.-C. Après diverses querelles entre tribus et guerres de succession, sachant que les dynastes thraces se partagent alors entre clients des Romains et alliés des Daces, le royaume des Odryses est annexé par Claude et transformé en province de Thrace en 46 apr. J.-C. avec Périnthe pour capitale. Entre 101 et 106, l'empereur Trajan mène deux guerres daciques qui aboutissent à l'annexion du royaume dace et à la création de la province de Dacie. La romanisation des Thraces les transforme en Valaques. Byzance, une colonie grecque de Thrace dont le nom est peut-être d'origine thrace, est choisie pour devenir la capitale de l'Empire romain d'Orient sous le nom de Constantinople en 330.
La Thrace est particulièrement exposée aux incursions des peuples barbares qui commencent dans la région au début du IIIe siècle av. J.-C. avec les Carpes, les Sarmates et les Goths et revêt donc une grande importance stratégique pour les Romains. Au cours du IVe siècle av. J.-C., la Thrace voit l'implantation de plusieurs peuples barbares dont les Sarmates. L'invasion des Goths en 376 inaugure une série de guerres qui transforment la région en champ de bataille. En 378, les Romains sont écrasés en Thrace à la bataille d'Andrinople par les Goths. Les Huns ravagent ensuite la région par trois fois (en 393, 451 et 469).

### Domination byzantine et ottomane
Après les passages des Huns et des Avars au Ve siècle, l'affrontement des Bulgares et des Byzantins s'achève par une slavisation de plus en plus marquée des pays jadis thraces. La Thrace n'est alors plus qu'une région géographique. L'empereur Justinien, né en Thrace, est peut-être d'origine thraco-romaine (ou illyrienne). Il ordonne des déploiements militaires pour défendre la frontière de la thrace et repousser les incursions des Bulgares et des Slaves.
Les Turcs annexent toute la Thrace en 1389, puis encerclent et prennent Constantinople en 1453. Leur domination dure jusqu'en 1878. Se crée alors en Thrace septentrionale la province autonome de Roumélie orientale réunie à la Bulgarie en 1885. Durant la première guerre balkanique (1912) la Thrace est prise par les Bulgares, disputée entre Bulgares et Grecs, en partie rendue aux Turcs par le traité de Constantinople du 29 septembre 1913. Les frontières et occupations ont changé plusieurs fois mais finalement la Thrace reste partagée entre ces trois pays.

## Art militaire

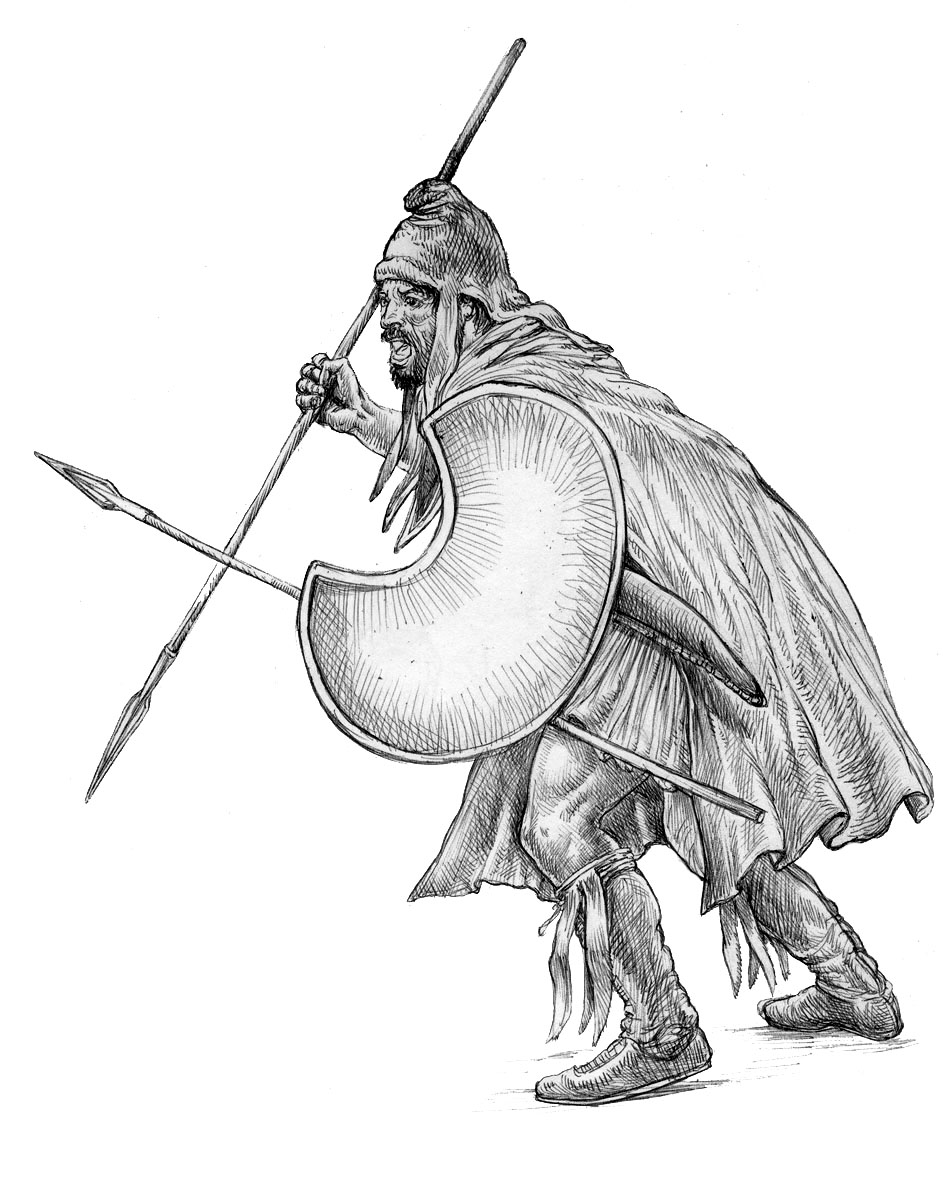
Un peltaste thrace.

Les Thraces sont réputés pour être un peuple guerrier et pour avoir le potentiel de rassembler un grand nombre de troupes. Selon Hérodote, les Thraces méprisent les occupations autres que militaires. Ils ne sont pas réputés pour exceller en bataille rangée et pratiquent plutôt la guerre de harcèlement et les attaques surprises. En premier lieu, ils possèdent une cavalerie légère nombreuse et redoutable, en s'inspirant des Scythes pour l'équipement et certaines tactiques de leur cavalerie. Équipés ou non d'une armure de cuir et parfois d'un bouclier, les cavaliers sont armés de javelots, d'un arc ou d'une lance. Lors des batailles, le roi mène lui même à la charge de sa cavalerie formée de l'aristocratie. Ces cavaliers attachés à l'escadron royal portent une armure en métal. Des boucliers sont  par la suite utilisés, même par la cavalerie lourde. Leur tactique a inspiré Philippe II de Macédoine qui adopte la formation en forme de coin pour les manœuvres de la cavalerie des Compagnons, sachant que cette technique a été empruntée par les Thraces aux Scythes. L'infanterie thrace est quant à elle essentiellement formaient d'épéistes et de peltastes dont l'usage se répand dans la Grèce classique. Les peltastes portent un petit bouclier en osier en forme de croissant de lune, la pelta, d'où provient leur nom. Ils sont armés de javelots et d'une épée courte. Ils portent des vêtements aux motifs colorés et géométriques et des bonnets phrygiens. Ils font preuve de leur efficacité dans les rangs athéniens durant la guerre du Péloponnèse et leur usage se répand dans l'armée macédonienne et dans les armées hellénistiques. Les armes de jets sont privilégiées par les Thraces mais ils portent aussi des armes pour le combat rapproché, comme la redoutable rhomphaia, une sorte de grande épée doté d'une lame à un seul tranchant droite ou légèrement incurvée qui ressemble au falx des guerriers daces. Ils peuvent aussi être équipés de massues, de haches, de lances ou d'une épée courte typique, la sica, probablement d'origine celte et qui donne le terme de sicaire. Les Thraces adoptent d'autres armes celtes comme les épées longues. Certains historiens considèrent que la sarisse adoptée par Philippe II de Macédoine est inspirée des longues lances des guerriers triballes. 

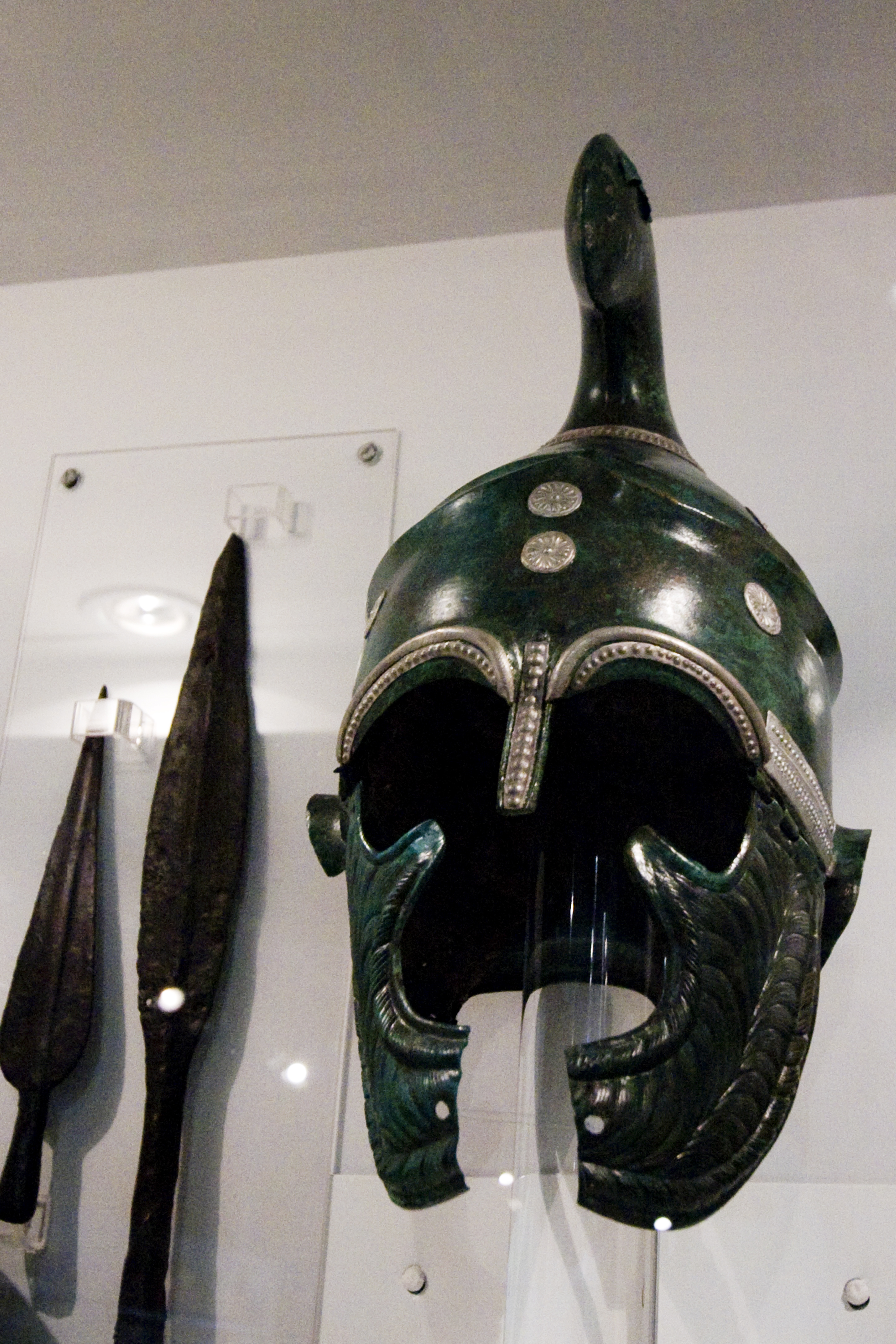
Casque thrace ou phrygien en bronze et argent, milieu du

Les Thraces évitent traditionnellement les armures et les jambières pour conserver leur mobilité ; mais des armures en métal commencent à apparaître au IVe siècle av. J.-C. parmi la noblesse. Des armures en écailles de type scythe sont également parfois utilisées. Le casque thrace, appelé aussi phrygien du fait de sa forme ressemblant à une bonnet, est adopté par les phalangites macédoniens. Durant l'époque hellénistique, les guerriers thraces adoptent le bouclier long, le thuréos, inspiré des Celtes et qui se répand ensuite à leur contact dans les armées lagides et séleucides. Enfin, les Thraces utilisent des équipements grecs de différentes périodes et portent parfois des armures qui ont cessé d'être utilisées ailleurs. Plus tard, ils adoptent les armements romains. Les guerriers thraces décorent leur corps de tatouages comme les Illyriens et les Gètes.
Les Thraces sont très recherchés comme mercenaires en raison de leur férocité au combat ; mais ils sont célèbres pour leur propension au pillage. Les mercenaires thraces issus de certaines tribus, notamment les Odomantes sont particulièrement coûteux. Ils jouent un rôle important dans les affaires entre Athéniens et Spartiates et sont aussi embauchés de manière occasionnelle par les Perses. Crésus, le roi de Lydie, engagea de nombreux thraces. Du temps de Philippe et d'Alexandre, les Thraces servent en nombre dans l'armée macédonienne comme cavaliers et fantassins légers, pas forcément comme mercenaires car ils font alors partie des levées régionales. Les mercenaires thraces rejoignent par la suite certaines armées hellénistiques, notamment celles des Séleucides et des Antigonides. Ils servent enfin dans les armées du Pont sous Mithridate VI puis dans les armées romaines, formant l'un des nationalités les plus importantes au sein des unités auxiliaires, à hauteur maximale de 20 000 soldats au début de l'Empire. Enfin, les Thraces ne disposent pas d'une marine à part entière ; mais des cités grecques peuvent fournir des navires en tribut permettant aux Thraces de se livrer à la piraterie. La réputation des guerriers thraces se perpétue jusqu'à l'époque romaine où le terme Thrace désignait un type de gladiateurs.

## Mythes et religion

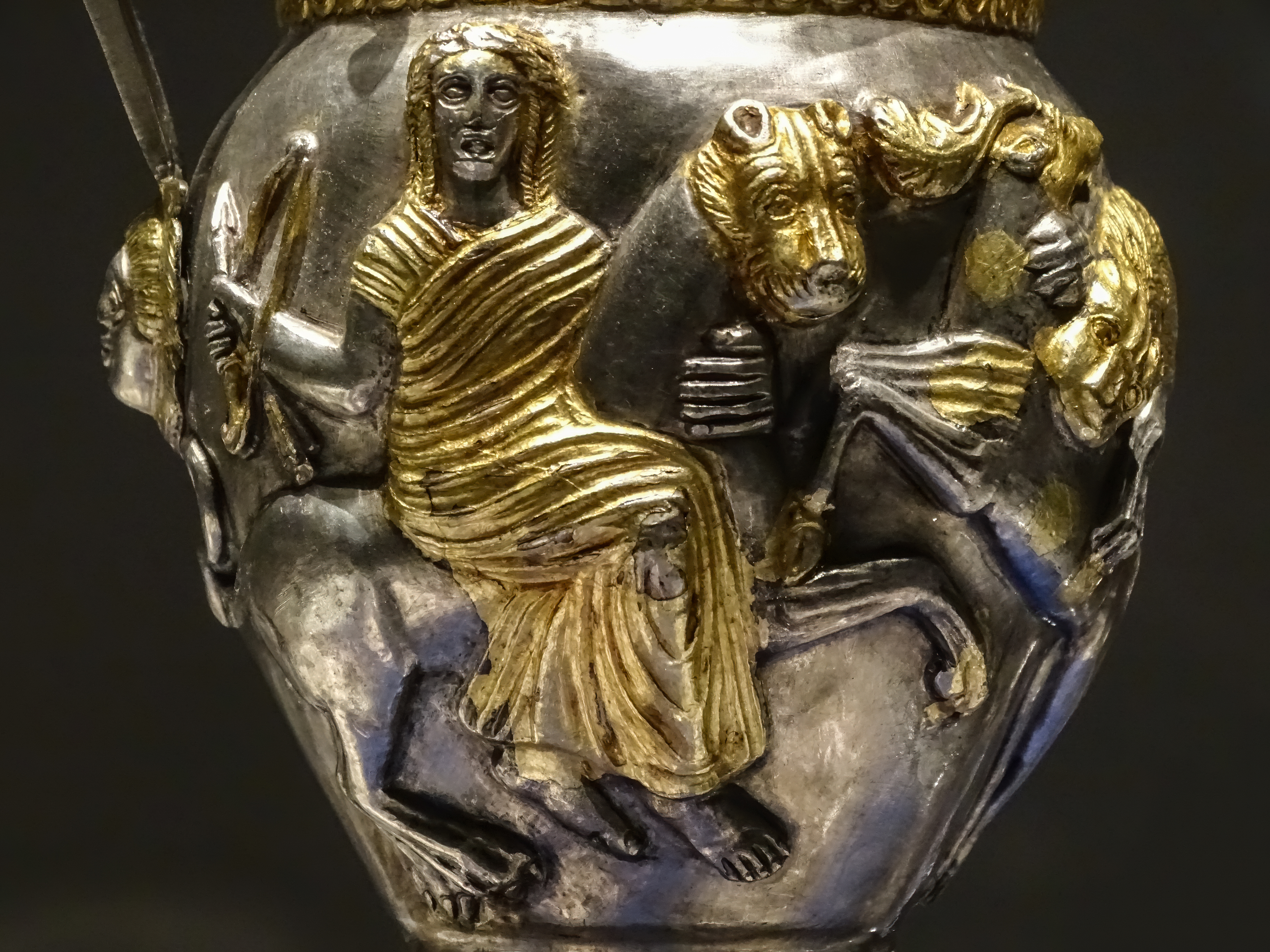
Bendis assise sur lion et tenant un arc et des flèches.

La religion des Thraces est caractérisée par une très grande diversité de divinités associées à la nature, aux forces cosmiques et aux aspects de la vie quotidienne. Elle repose sur un substrat proto-indo-européen. Mais les sources écrites sur la religion thrace sont rares, et la plupart de nos connaissances proviennent de témoignages grecs et romains voire de quelques découvertes archéologiques.
Les Thraces accordent une importance particulière à la déesse de la nature associée à la chasse, à la lune, et à la fertilité. Le culte des ancêtres occupe une place importante dans leur religion. Les rituels religieux thraces impliquent souvent des danses, des chants, des offrandes, et parfois même des rituels orgiaques et des sacrifices humains. Les prêtres jouent un rôle central dans la médiation entre les divinités et les membres de la communauté. Les Thraces croient en l'existence d'un monde souterrain où les âmes des défunts continuent à vivre. Les tombes thraces, riches en offrandes funéraires, témoignent de cette croyance en une vie après la mort. Cette croyance très ancienne, probablement d'origine pélasge et donc pré-indo-européenne, est à l'origine du mythe d'Orphée qui devient très populaire en Grèce antique.
Selon Hérodote, les Thraces n'adorent que trois dieux, qu'il identifie à Arès, Dionysos et Artémis. Cette triade reflète la division tripartite des sociétés indo-européennes en catégories militaires, sacerdotales et économiques. Cependant cette supposée triade divine peut être vue comme une construction artificielle pour rendre les divinités thraces plus compréhensibles au public grec. Plusieurs divinités majeures sont attestées dans le panthéon thrace. En premier lieu, Sabazios, connu aussi sous le nom de « cavalier thrace ». Il est le dieu du ciel et les Grecs l'identifient à Zeus. Ensuite, il y a Bendis, la déesse de la chasse associée à la lune qui possède des caractéristiques similaires à Artémis. Son culte est introduit à Athènes à la fin du Ve siècle av. J.-C. et se perpétue au moins jusqu'au IIe siècle av. J.-C. Il y a également Cotys la déesse de la terre et des moissons. Son culte passe lui aussi en Grèce. Elle est honorée par un temple à Athènes et des cérémonies sont célébrées en son honneur, accompagnées de débauches. Enfin la figure de Dionysos occupe une place à part. Les Thraces sont en effet considérés comme les premiers à avoir adorer le dieu du vin, de la végétation et de l'extase sous le nom de Zagreus, sachant que des historiens considèrent la Thrace comme la terre d'origine de la culture du vin. Les travaux d'Homère, d'Hérodote et d'autres auteurs de la Grèce antique font d'ailleurs référence à la passion des Thraces pour le vin. Ce culte atteint ensuite la Grèce. Dionysos est né des amours de Zeus et de Sémélé, un avatar d'une divinité phrygienne de la terre. Il est soustrait à la colère d'Héra et confié aux nymphes d'un mont de Thrace, le mont Nysa, un lieu mystérieux, sachant qu'une étymologie possible de son nom ferait de lui le « Zeus de Nysa ». Il convient par ailleurs de constater que Dionysos revêt une importante crucial au sein de l'orphisme. Dans la version orphique du mythe, Dionysos est le fils de Zeus et de Perséphone, fille de Déméter. Dans la religion orphique, Dionysos possède un avatar mystique appelé Zagreus qui est sa réincarnation. Ce mythe thrace, central de l'orphisme semble inspiré de la légende égyptienne d'Osiris. Il pourrait également être d'origine crétoise ou égéenne.

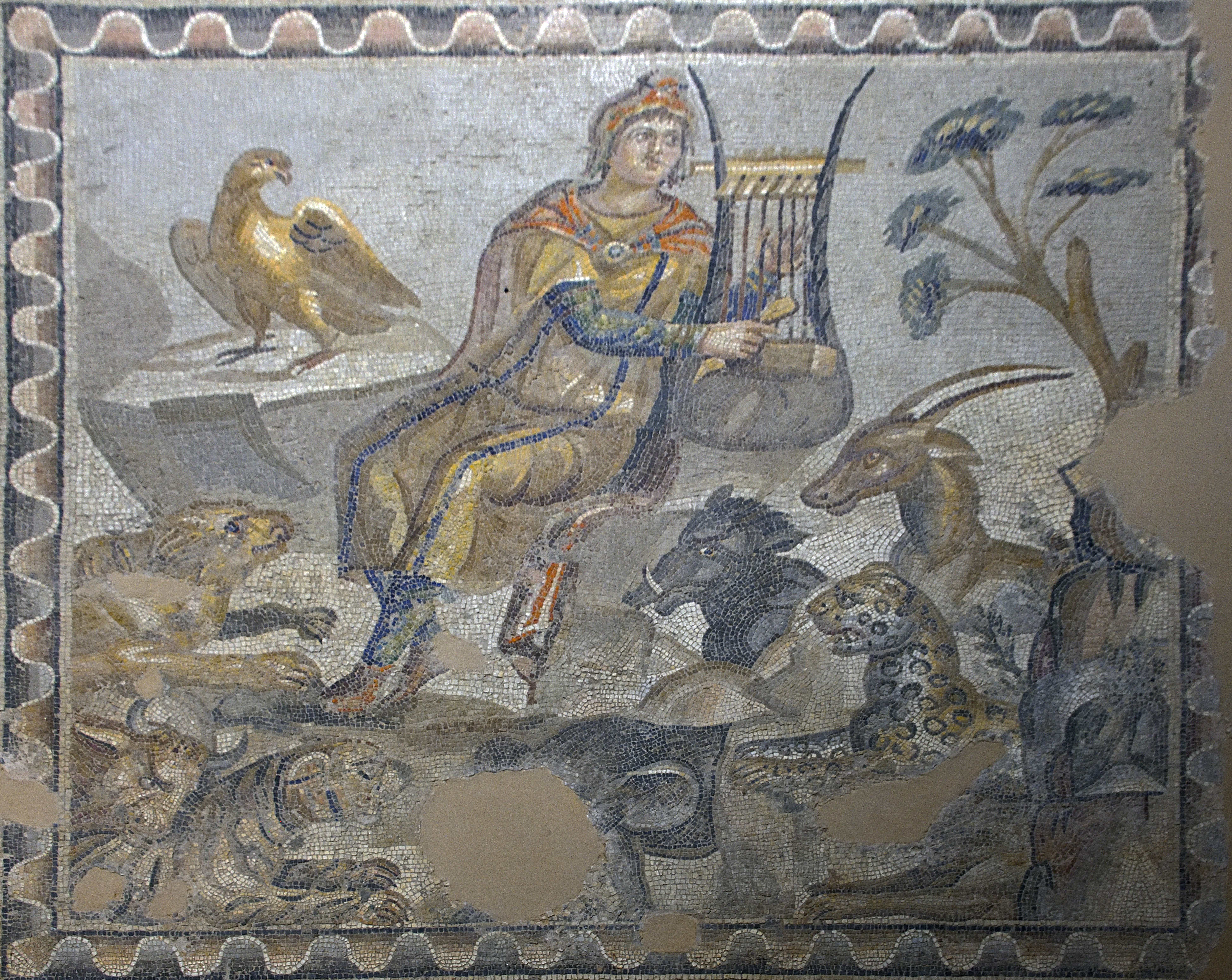
Mosaïque d'époque romaine montrant Orphée portant une tenue thrace.

Les Thraces sont réputés pour leurs cultes à mystères liés à des divinités chtoniennes, c'est-à-dire au monde souterrain et infernal. Citons en premier lieu Zalmoxis, à la fois divinité et personnage légendaire dont le nom apparaît pour la première fois chez Hérodote. Il écrit qu'il est un esclave affranchi de Pythagore et qu'il retourne dans le pays des Gètes où il y enseigne sa croyance. Historiquement parlant, il s'agit d'un culte à mystères d'inspiration pythagoricienne qui est adopté par l'aristocratie thrace et géto-dace. Ce culte postule l'existence d'un dieu suprême, appelé Gebeleizis, et l'immortalité de l'âme des guerriers morts au combat et de quiconque sacrifie sa vie pour celle de ses semblables. Le fait que les Thraces et les Géto-Daces puissent avoir une religion monothéiste est encore fortement débattu dans la communauté anthropologique.
Le mythe d'Orphée occupe une place centrale dans la culture et la religion des Thraces. Il est le fils d'un roi de Thrace et de la muse Calliope et est un musicien et poète réputé pour sa musique enchanteresse. Il descend aux Enfers à la recherche de son épouse Eurydice mais ne parvient pas à la sauver. Désespéré par la perte de son épouse, il se retire dans la solitude pour se consacrer à la musique et au chant. Sa fin est tragique : dans une frénésie orgiaque, des adoratrices de Dionysos, les Ménades, le déchirèrent en morceaux et ses restes sont jetés dans un fleuve, et sa tête, toujours chantante, continue de dériver jusqu'à ce qu'elle soit récupérée par les Muses. Les dieux, émus par le sort d'Orphée, placent sa lyre dans le ciel sous la forme d'une constellation. Ce mythe donna naissance à une théologie initiatique fondée sur une doctrine du Salut marquée par une souillure originelle : l'âme est condamnée à un cycle de réincarnations dont seule l'initiation pourra la faire sortir, pour la conduire vers une survie bienheureuse où l'humain rejoint le divin. Finalement de nombreux aspects de la religion et de la culture thrace restent mystérieux. Mais les quelques indices dont nous disposons montrent la richesse de la spiritualité des Thraces ainsi que les influences réciproques avec les Grecs.

## Archéologie
Des découvertes archéologiques, parfois récentes, ont permis de faire évoluer la connaissance de l'histoire des Thraces. L'archéologue bulgare Georgi Kitov emploie l'expression de « vallée des rois thraces (en) » (appelée traditionnellement vallée des Roses) pour décrire la concentration et la variété élevées de monuments de la culture thrace dans la région de Kazanlak, au centre de la Bulgarie. On estime qu'il existe plus de 1 500 tumulus (ou kourganes) dans la région, dont seulement 300 ont fait l'objet de recherches à l'heure actuelle (2023). Parmi les sites principaux, le tombeau de Kazanlak a été découvert en 1944. La décoration peinte de ce tombeau est le vestige le mieux préservé de la période hellénistique en Bulgarie. Entre 1948 et 1954, l'ancienne ville de Seuthopolis a été étudiée avant que le site ne soit recouvert par un lac de barrage. Entre les années 1960 et 1980, des recherches ont été menées dans une nécropole. D'autres tombes ont été découvertes dans les années 1960, dont certaines datent de l'époque romaine. La période entre 1992 et 2006 a vu l'étude de plus de 200 tumulus dans la vallée de Kazanlak qui montrent les pratiques funéraires des Thraces de l'âge du fer jusqu'à l'époque romaine. Dans les années 2010-2020, les fouilles archéologiques se sont poursuivies avec succès. En 2003, le tombeau de Seuthès III (en) a été mis au jour. L'inventaire, exceptionnellement riche, présente des objets personnels et funéraires en or, argent, bronze, albâtre, verre, argile et cuir. Parmi les découvertes, trois sujets présentent un intérêt particulier : un casque en bronze, une cruche en argent et une coupe en argent, sur laquelle on peut lire le nom de Seuthès en grec (ΣΕΥΘΟΥ). La pièce principale retrouvée dans le tombeau est une tête en bronze représentant très probablement Seuthès III. La similitude du visage est frappante avec l'effigie illustrant les trois pièces de monnaie en bronze découvertes dans le tombeau.
D'autres tombeaux thraces ont été mis au jour en Bulgarie, comme le tombeau de Svechtari découvert en 1982 (classée au patrimoine mondial) connu pour ses cariatides et le tombeau d'Alexandrovo découvert en 2000 qui contient des fresques remarquables. La nécropole de Varna regroupe quant à elle des sépultures allant du Néolithique au Haut Moyen Âge. Enfin, plusieurs trésors ont été retrouvés et témoignent de la haute maîtrise des orfèvres thraces, comme le trésor de Panagyurishté (en) découvert en 1949 et constitué de neuf pièce de vaiselles en or, le trésor de Borovo (en) découvert en 1974 et constitué de cinq pièces en argent datant du règne de Cotys Ier et le trésor de Rogozen découvert en 1985 et constitué de 165 réceptacles.

Archéologie thrace
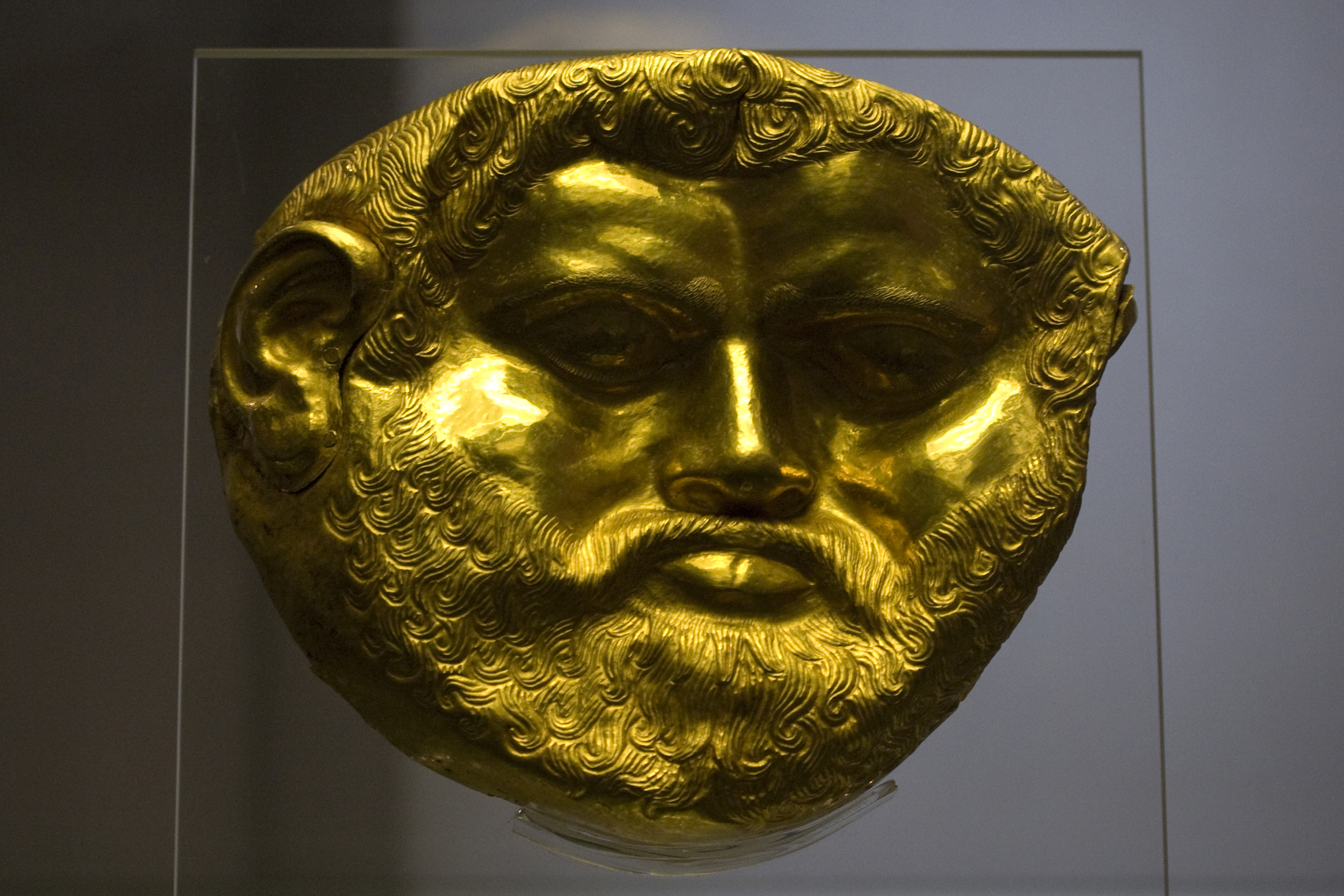
Masque d'un souverain thrace, peut-être Térès Ier.
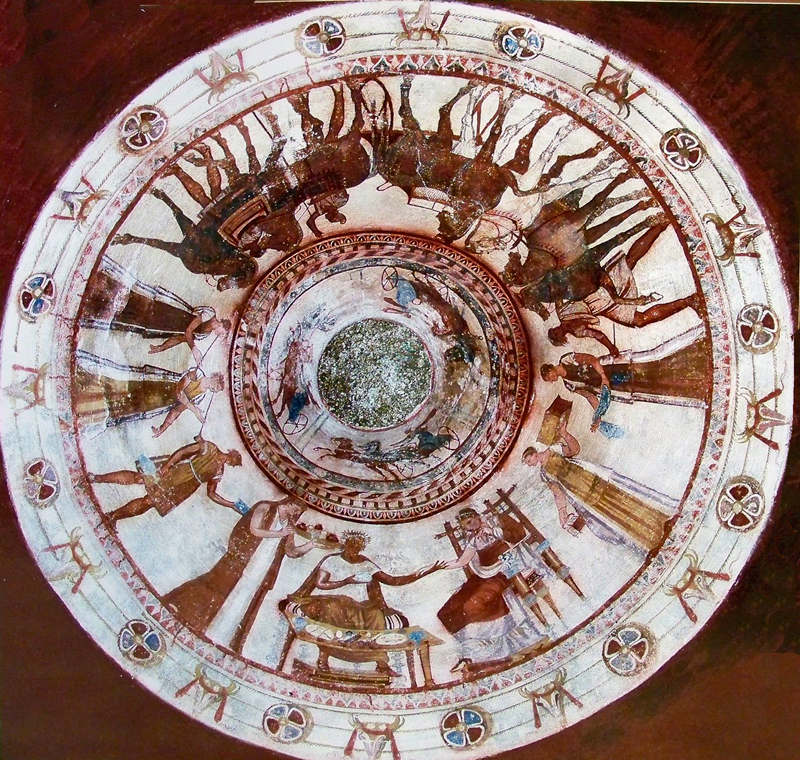
Fresque de la tombe de Kazanlak.
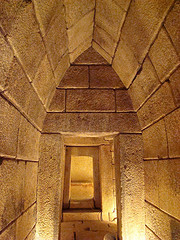
Intérieur de la tombe de Seuthès III.
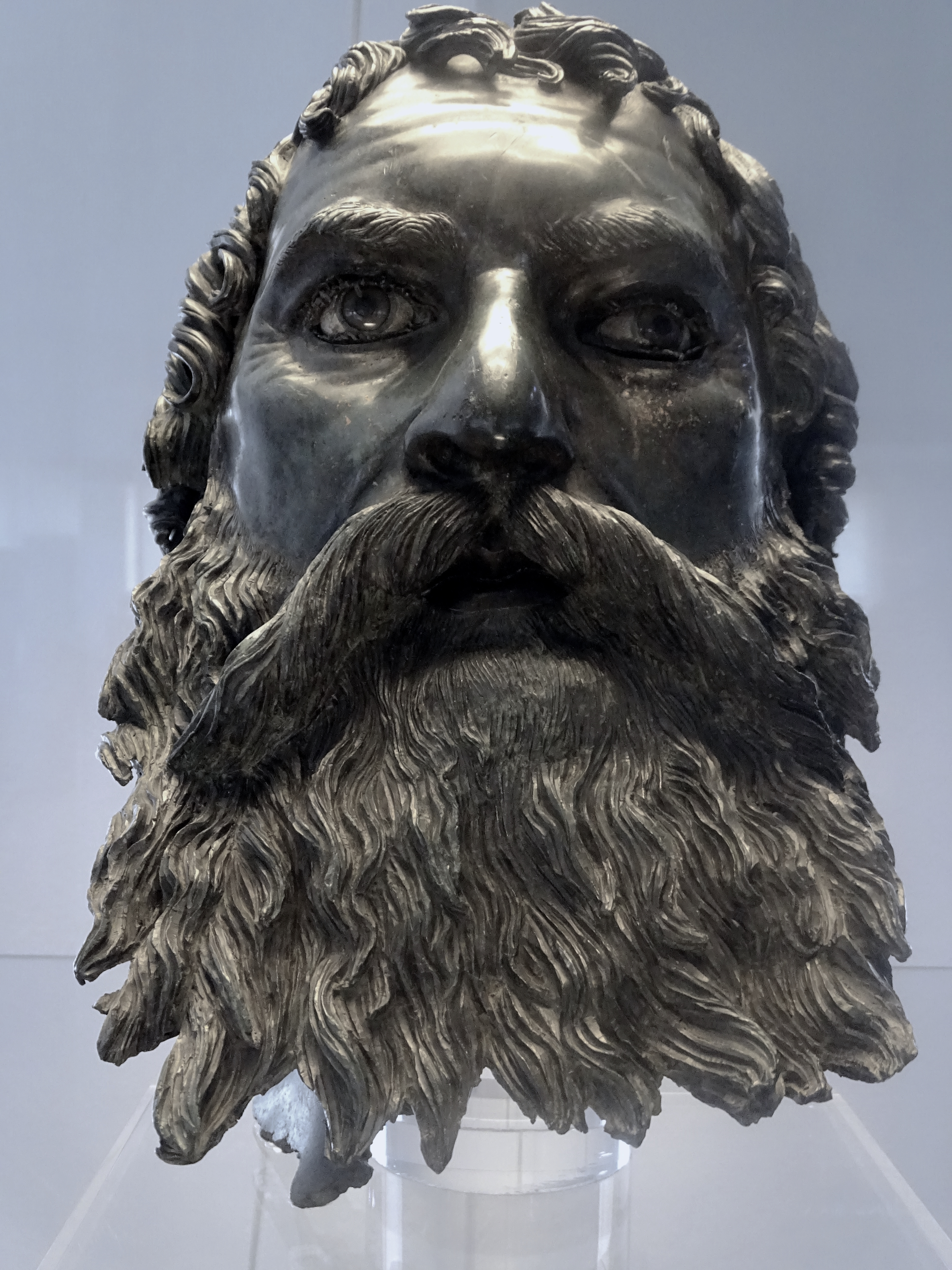
Bronze représentant Seuthès III.
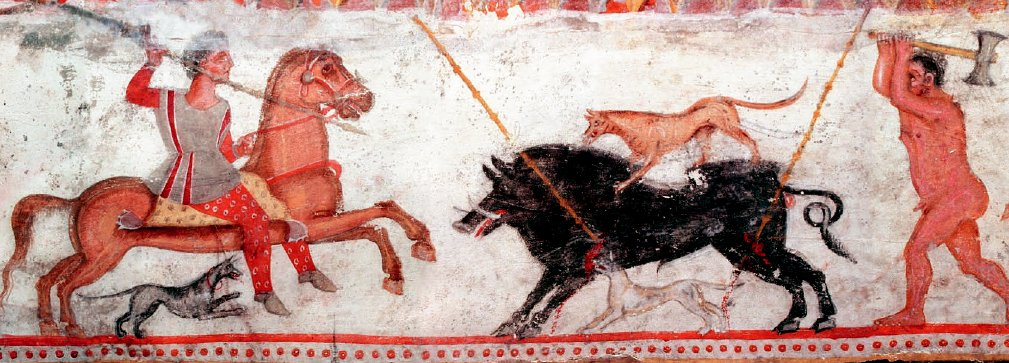
Fresque du tombeau d'Aleksandrovo représentant une chasse mythologique.
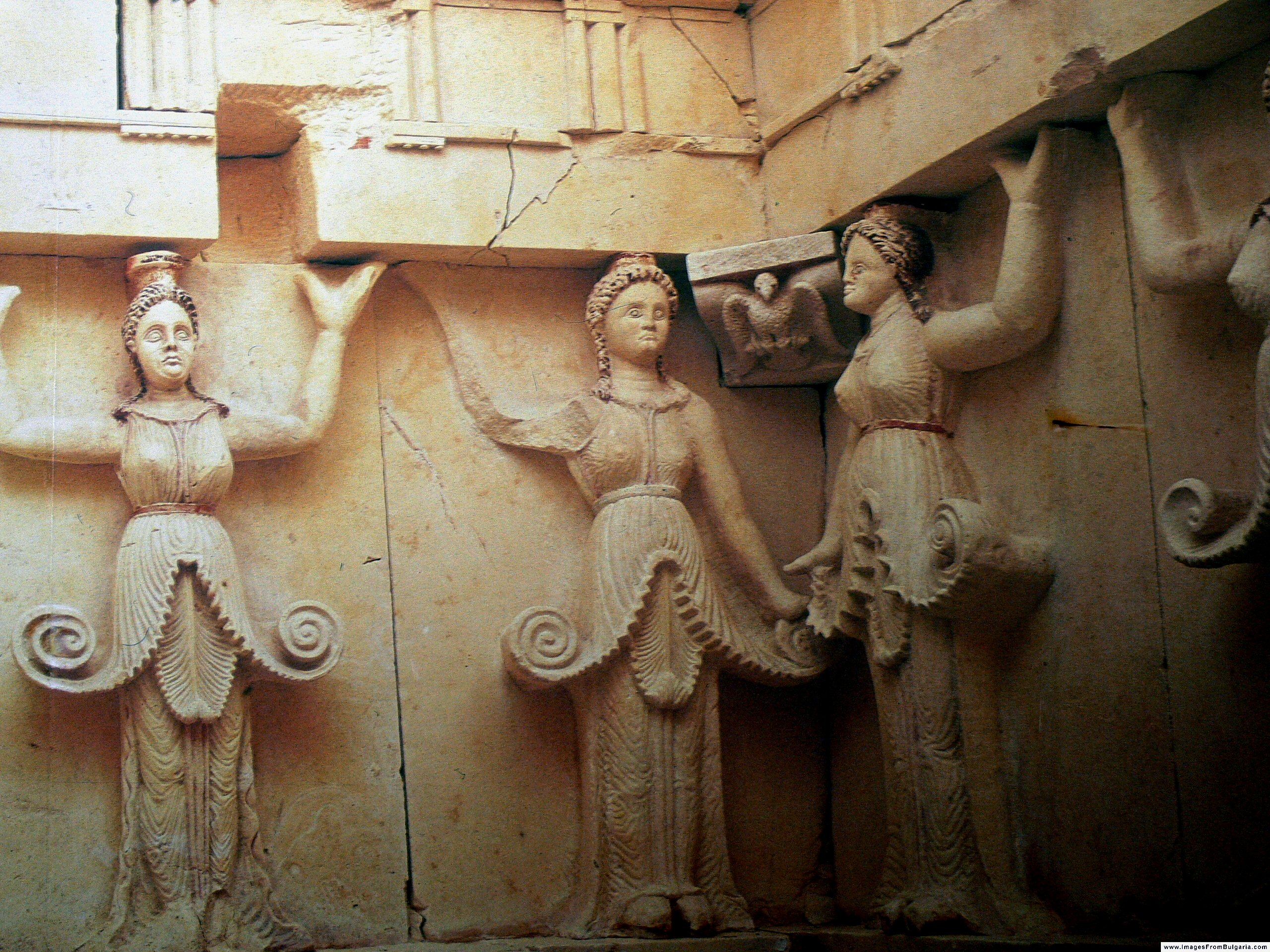
Cariatides de la tombe de Svechtari.
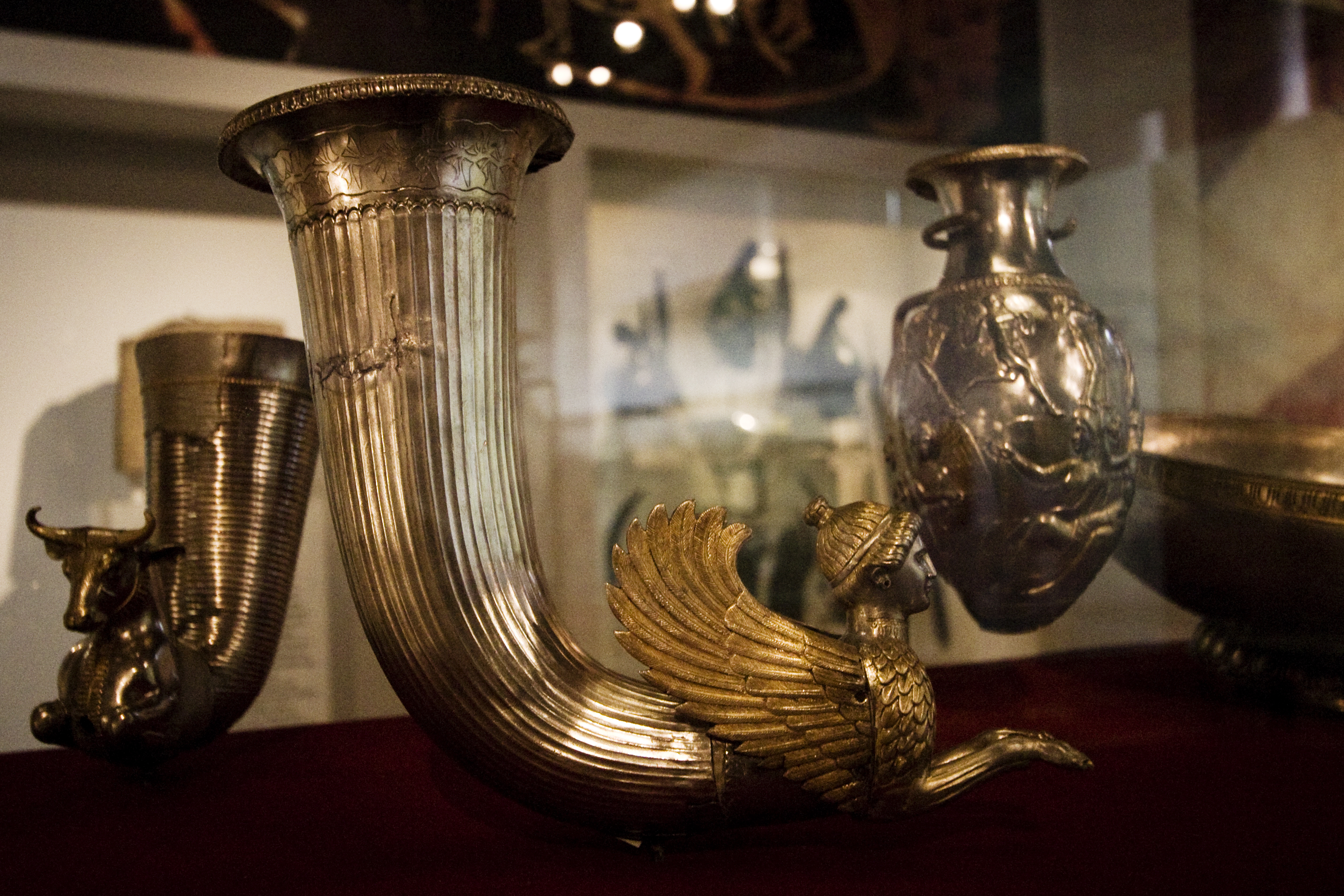
Trésor de Borovo.
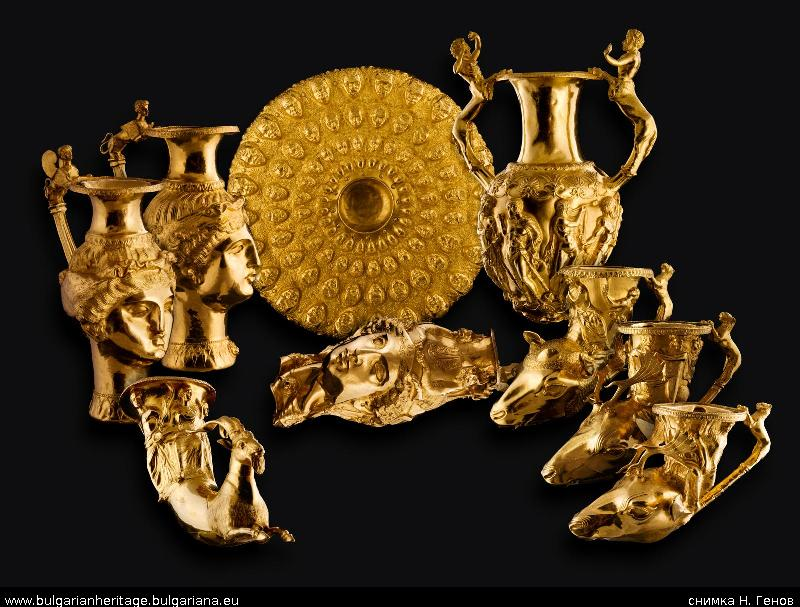
Trésor de Panagyurishté.
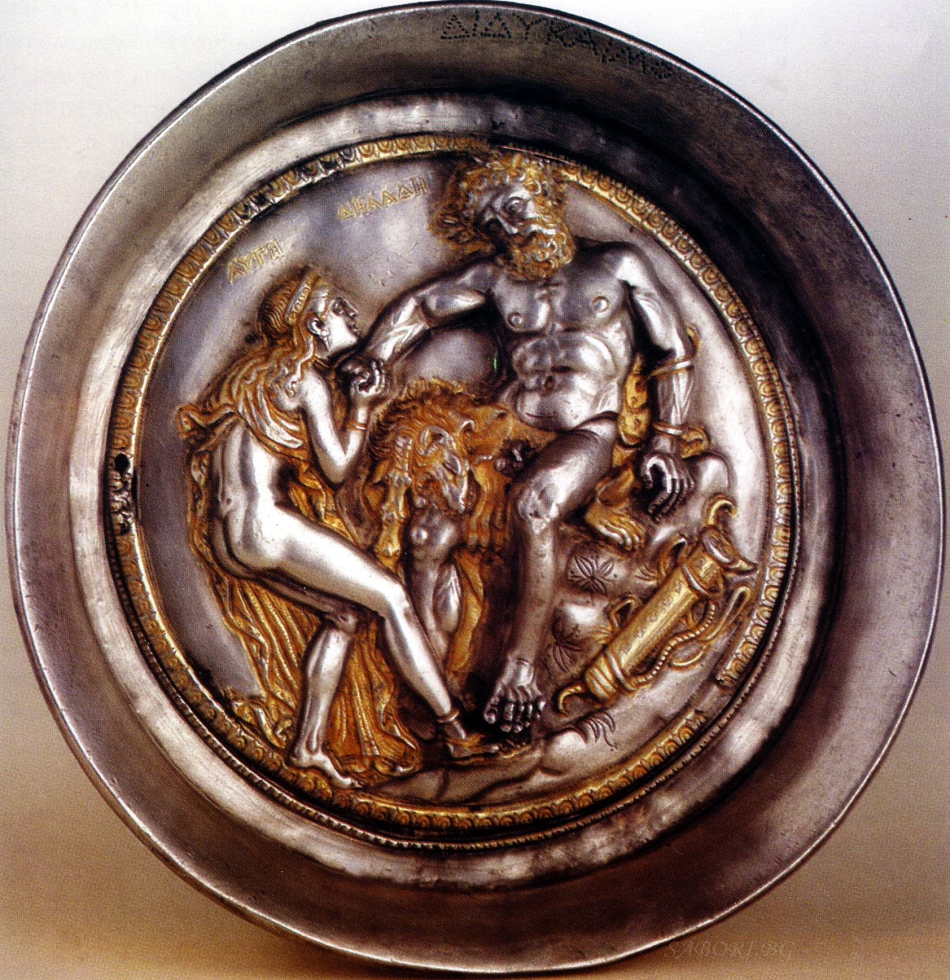
Trésor de Rogozen : patère en argent et en or montrant Héraclès et Augé.

## Tribus thraces

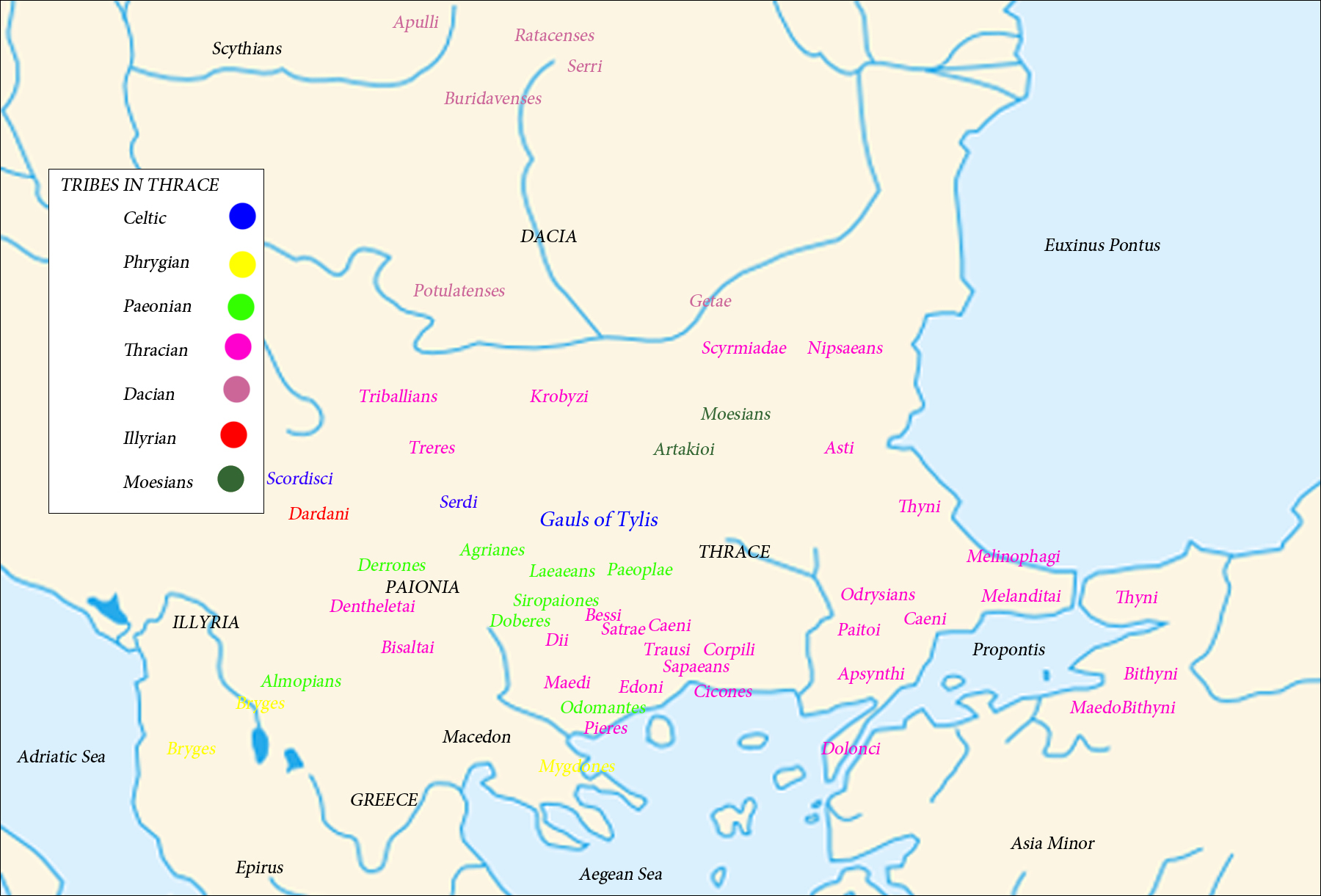
Principales tribus de Thrace, avec des appartenances contestées.

Près de 130 tribus thraces sont recensées, bien que leur appartenance ethnique ne soit pas toujours bien établie. Parmi les principales on peut citer : 
- les Besses, l'une des principales tribus habitant le versant septentrional des Rhodopes dans la vallée d'Évros (Maritsa) ;
- les Bistones, habitant sur les côtes de la mer Égée, tribu d'origine de Diomède ;
- les Bisaltes, habitant une région bordant le Strymon et annexée au royaume de Macédoine ;
- les Cicones, habitant la côte de la mer Égée, mentionnés par Homère et dont Orphée est originaire ;
- les Crestones, habitant la Crestonie qui est annexée au royaume de Macédoine ;
- les Dii, habitant le versant septentrional des Rhodopes sur les rives de la Mesta, réputés pour leurs mercenaires porteurs d'épées ;
- les Édones, habitant à l'origine la Mygdonie qui est annexée au royaume de Macédoine ;
- les Mésiens, habitant la plaine bordant la rive sud du Danube, subjugués par les Triballes ;
- les Nipséens, habitant au sud de l'extrémité orientale du Mont Hémus ;
- les Odomantes (avec peut-être une composante péonienne donc illyrienne), une tribu importante habitant la région du Pangée ;
- les Odryses, la principale tribu, habitant le centre de la Thrace, fondateurs du royaume des Odryses ;
- les Pières, habitant à l'origine la région du Mont Olympe et expulsés par les Macédoniens ;
- les Scyrmiades, habitant sur le versant nord du Strandja ;
- les Sintiens (avec peut-être une composante pélasges), habitant au sud du mont Orbélos (actuel mont Lékani) ;
- les Thyniens, habitant sur le versant sud du Strandja, une partie migre en Bithynie ;
- les Trères, habitant la région de Sardica, une partie migre en Anatolie.

Il existe également des regroupements d'origines diverses regroupant des tribus thraces avec d'autres peuples :
- les Bottiens, probablement des Thraco-Illyriens indigènes de la Macédoine ;
- les Dardaniens, probablement des Thraco-Illyriens qui ont longtemps menacé la Macédoine ;
- les Triballes, une confédération qui regrouperait des Thraces et des Celtes peut-être apparentés aux Scordiques, vaincus par Alexandre le Grand ;
- les Péoniens, probablement d'origine thraco-illyrienne, mentionnés par Homère et Hérodote et réunis en plusieurs tribus dont les Agrianes et peut-être les Odomantes ;
- les Serdes ou Serdi, des Celtes ou des Thraco-Celtes qui ont fondé Sardica (actuelle Sofia).

Des Thraces ont migré vers l'île de Samothrace au nord la mer Égée à une date indéterminée, peut-être vers le VIIIe siècle av. J.-C. Ils se sont mêlés aux populations pélasges, réputées pour y pratiquer des cultes à mystères, et pratiquent également des cultes à mystères et l'orphisme. Samothrace reçoit une colonie d'habitants de Samos au VIe siècle av. J.-C. et devient la Samos de Thrace, d'où le nom Samothrace.
Enfin, le cas des Gètes et des Daces est discuté par les historiens, antiques comme modernes. Une première tradition, issue d'Hérodote, prétend que Thraces / Gètes / Daces désigne un même peuple. Les Gètes (ou Daces pour les Romains) seraient les Thraces vivant au nord du Danube. Une deuxième tradition issue de Pline l'Ancien prétend qu'il s'agirait de trois peuples distincts. Mais le consensus moderne veut que les Géto-Daces appartiennent bien à la famille thrace, les Gètes vivant à l'est des Carpates, les Daces au nord-ouest des Carpates et les Thraces entre le sud du Grand Balkan et la mer Égée. Ils parlent des langues différentes mais qui appartiennent à la même branche daco-thrace de la famille des langues paléo-balkaniques ; ils partagent par ailleurs des coutumes et des croyances communes. Finalement selon ces historiens, les Géto-Daces sont des Thraces qui ont connu l'influence des Scythes à partir du VIIe siècle av. J.-C. et des Celtes à partir du IVe siècle av. J.-C..